# Liste der Gefallenendenkmäler im Kreis Soest
- Karte mit allen Koordinaten:
- OSM |
- WikiMap

Die Liste der Gefallenendenkmäler im Kreis Soest gibt einen Überblick der Ehrenmale und Gedenktafeln für die in den Kriegen gestorbenen Soldaten im Kreis Soest, Nordrhein-Westfalen. Sie enthält Kriegerdenkmale der Städte und Gemeinden Anröchte, Bad Sassendorf, Ense, Erwitte, Geseke, Lippetal, Lippstadt, Möhnesee, Rüthen, Soest, Warstein, Welver, Werl und Wickede (Ruhr).
Es besteht kein Anspruch auf Vollständigkeit.

## Ehrenmale im Wandel der Zeiten
In fast allen Dörfern und Städten im Kreis Soest gibt es Kriegerdenkmale, die an die Toten der vergangenen Kriege erinnern. Je nachdem, wann sie errichtet wurden, unterscheiden sie sich in ihrer Gestaltung und Formensprache. Dem Dekret von Friedrich Wilhelm III. folgend, sollte ab 1813 jeder in den Schlachten gefallene Soldat, unabhängig seines Standes und seines Ranges, geehrt werden. Zur Erinnerung an ihren Heldenmut wurden in den Kirchenspielen ihres Heimatortes Gedenktafeln mit den Namen der Gefallenen und dem Eisernen Kreuz in den Kirchen angebracht.
Nach den Reichseinigungskriegen 1863 – 1871 kam die Tradition auf, Ehrenmale für die gefallenen Soldaten auch in der Öffentlichkeit aufzustellen. Zuvor wurden mit öffentlichen Denkmalen nur Fürsten und Herrscher geehrt oder bedeutende bürgerliche Vorbilder wie Goethe, Schiller und Luther. Mit den Kriegerdenkmalen kamen neue Helden hinzu, mit denen sich auch die einfache Bevölkerung des neu begründeten Nationalstaates identifizieren konnte. Sie zeigen Motive der Treue zu Kaiser und Vaterland des gerade geeinten Deutschen Reiches und den Sieg über Frankreich. Typische Motive sind Reiterstandbilder oder Obelisken mit einem Reliefmedaillon von Kaiser Wilhelm I., Personenstandbilder eines preußischen Soldaten oder der Germania mit Flagge, Siegerkranz und Schwert und der Adler mit ausgebreiteten Schwingen. An die im Krieg gestorbenen Soldaten erinnern Gedenktafeln mit Namen im Sockel. In Erinnerung an den Deutsch-Französischen Krieg wurden vielerorts zusätzlich auch Friedenseichen oder Linden gepflanzt.
Bei den Ehrenmalen, die nach dem Ersten Weltkrieg entstanden, dominiert in der Gestaltung und den Inschriften eine einerseits verklärte Kriegsromantik, der für „Gott und Vaterland gefallenen Söhne“ der Städte und Gemeinden. Ihren Ausdruck findet sie oft in Motiven antiker Heldensagen und christlichen Motiven vom Erzengel Michael oder Georg dem Drachentöter. Andererseits wurde im Ersten Weltkrieg durch neue Militärstrategien und Kriegstechnologien anders gekämpft als in den Kriegen davor. Statt bei einem kurzen „Abenteuer“ in einem fernen Land zum Mann zu werden, starben viele Soldaten nach aufreibenden Kämpfen an der Front oder kamen versehrt und traumatisiert zurück. Das Motiv des sterbenden oder trauernden Soldaten oder einfach das eines Stahlhelms auf Eichenlaub fließen in die Gestaltung der Ehrenmale mit ein. In katholisch geprägten Regionen findet sich oft zum Trost der Mütter, die ihre Söhne durch den Krieg verloren, eine Pieta. In Erinnerung an gefallene Kameraden und Freunde entstehen nach dem Krieg viele Gedenkstätten aus privaten Initiativen von Kriegervereinen, Berufs- und Hochschulen, Sport- und Geselligkeitsvereinen.
Ab der Machtergreifung der Nationalsozialisten 1933 nimmt die Herorisierung der in den Kriegen gefallenen Soldaten wieder zu. Teilweise wurden bisherige Kriegerdenkmale zu groß angelegten Ehrenmalanlagen ausgebaut und für Propagandazwecke genutzt. Zusätzlich wurde 1934 ein einheitlicher reichsweiter Heldengedenktag für das politisch instrumentalisierte Gefallenengedenken eingeführt. Zuvor fand das Totengedenken am Sedantag, Totensonntag und bei Schützenfesten im Juli statt. Im Kreis Soest erinnern letztere an die Schlacht bei Königgrätz am 3. Juli 1866 zwischen Preußen und Österreich-Sachsen. Während des Zweiten Weltkriegs wurden neben Kirchenglocken auch viele Bronzestatuen der Kriegerdenkmale als Metallspende eingeschmolzen und nicht wieder ersetzt.
Nach dem Zweiten Weltkrieg kam es zu einem tiefgreifenden Bruch in der Gestaltung der Ehrenmale. Zum einen durch den Schock und die Hilflosigkeit im Umgang mit dem Massensterben im Krieg. Zum anderen durch den veränderten Umgang mit dem Kriegskult in der neu gegründeten Bundesrepublik Deutschland. Im Kreis Soest lassen sich drei wesentliche Gruppen unterscheiden:
1. Erweiterung der alten Ehrenmale durch Gedenktafeln und Anbauten
2. Ehrenmale mit profanen Motiven (Adler, Eisernes Kreuz, Eichenlaub, Soldatenhelm, Schwert)
3. Neu errichtete mit christlichen Darstellungen (Hochkreuz, Altar, Pieta, Engel, Hl. Georg, Hl. Sebastian…)

Ab Mitte der 1960er Jahre erfolgt eine weitere Zäsur. In vielen Städten und Gemeinden sollten die Kriegerdenkmale aus dem täglichen Blickfeld der Bevölkerung verschwinden und wurden an weniger zentrale Orte oder auf den Friedhof verlegt. War dies nicht möglich, wurden sie zum „Mahnmal für die Opfer der Kriege und der Gewaltherrschaft“ umgedeutet. Manche wurden aber auch einfach abgerissen, da sie anderen Bauvorhaben im Weg standen und nicht mehr in den politischen Zeitgeist passten. Oft erinnert nur noch ein Findling, eine moderne Skulptur oder eine unscheinbare Gedenktafel an ihren ehemaligen Standort. Bei den ab etwa Mitte der 1970er Jahre errichteten oder neu gestalteten Denkmale wird auch verstärkt Bezug zu den Zwangsarbeitern und den Opfern von Verfolgung und Euthanasie im 3. Reich genommen.
Während in den Städten die Kriegerdenkmale bestenfalls am Volkstrauertag, beim Schützenfest oder Veteranentreffen gewürdigt werden, haben sie auf den Dörfern ein verbindendes Element, da sich die Dorfgemeinschaft ehrenamtlich um die Pflege, den Erhalt und die Bepflanzung kümmert. Sie bringen die Menschen zusammen und sind Teil der lokalen Ortsgeschichte. Seit den letzten Jahren ändert sich die Tabuisierung der Kriegerdenkmale so langsam. Im Rahmen des Schulunterrichts und Friedensprojekten bekommen sie wieder Aufmerksamkeit und fördern das Geschichtsbewusstsein für eine bestimmte Zeitepoche.

## Gefallenendenkmäler und Gedenkorte
| Name | Ort / Adresse                                                                                               | Typ               | Krieg                                                             | Errichtet      | Beschreibung / Anmerkungen | Bild                                                      |
| --- | --- | ----------------- | ----------------------------------------------------------------- | -------------- | --- | --------------------------------------------------------- |
| Ehrenmal Anröchte | Anröchte Piepergasse 1 / Marktplatz, gegenüber St. Pankratius Kirche Standort                               | Ehrenmal          | 1870–1871 1. Weltkrieg 2. Weltkrieg                               | ~1950          | Verzierte viereckige Säule mit Adler zum Gedenken der Gefallenen des Deutsch-Französischen Krieges. Inschrift: „Ihren gefallenen Kriegern – Die Gemeinde Anröchte“. Dahinter Gedenkwand mit Reliefs von einem sterbenden Soldaten und einer trauernden Frau mit gesenkten Schwert und den Namenstafeln der Toten aus den Weltkriegen. Baudenkmal Nr. 28 (Anröchte) | Kriegerdenkmal Anröchte                                   |
| Ehrenmal Altengeseke | Anröchte – Altengeseke Kreisstraße / Wachtstraße Standort                                                   | Ehrenmal          | 1. Weltkrieg 2. Weltkrieg                                         | 1924           | Von Bruchsteinmauer eingefasste Gedenkanlage mit Eisentor. Zentral eine viereckige Steinsäule aus 5 Steinblöcken mit den Jahreszahlen des 1. Weltkrieges und Eisernen Kreuz. Inschrift: „Unseren gefallenen Helden – Die dankbare Gemeinde Altengeseke“. Dahinter Gedenkmauer mit Namenstafeln der Toten aus dem 2. Weltkrieg mit Inschrift: „Es starben den Heldentod“ und „Ruhet in Frieden“. Auf der Mauerkrone sind Steinkugeln und Eiserne Kreuze. | Ehrenmal Altengeseke                                      |
| Ehrenmal Altenmellrich | Anröchte – Altenmellrich Kapelle St. Georg, St.-Georgs-Platz Standort                                       | Ehrenmal          | 1. Weltkrieg 2. Weltkrieg                                         | 1956           | Gedenktafeln auf Treppenpodest an der westlichen Fassade der Kapelle. In der Mitte ein Relief eines Vesperbildes bei dem Maria ihren toten Sohn entgegennimmt. Zu beiden Seiten Gedenktafeln mit den Namen der Toten aus beiden Weltkriegen. | Ehrenmal Altenmellrich                                    |
| Ehrenmal Berge | Anröchte – Berge Erwitter Straße / Am Brink, westlich der St. Michael Kirche Standort                       | Ehrenmal          | 1870–1871 1. Weltkrieg 2. Weltkrieg                               | 1922           | Erzengel Michael siegt über einen schlangenartigen Dämon mit Affengesicht und Kalbshörnern. Auf der Gedenksäule die Namen der Gefallenen aus den Kriegen 1870/71 und 1914–18 und ein Relief von Steinhauerwerkzeugen. Später angebaut wurden 2 Gedenkstelen mit den Namen der Toten aus dem 2. Weltkrieg. Das Kriegerdenkmal wurde vom damaligen Kriegerverein errichtet. Am Ehrenmal befinden sich 14 Linden. Sie erinnern an die 14 gefallenen Söhne der Ortschaft Berge im 1. Weltkrieg. | Ehrenmal Berge                                            |
| Gedenktafeln für die in den Weltkriegen gefallenen Soldaten                                                                  | Anröchte – Berge In der St. Michael Kirche, unter der Orgelempore, links. Standort                          | Gedenktafeln      | 1. Weltkrieg 2. Weltkrieg                                         |                | Gedenktafeln mit Namen der gefallenen und vermissten Soldaten des Katholischen Jünglingsvereins aus dem 1. Weltkrieg und zwei Eichentafeln mit den eingeschnitzten Namen der Schützengesellschaft St. Michael aus dem 2. Weltkrieg. | Gedenktafeln St. Michael                                  |
| Gedenkkapelle Effeln | Anröchte – Effeln In der Kirche St. Maria Magdalena Standort                                                | Gedenkkapelle     | 1. Weltkrieg                                                      |                | Gedenkschrein mit Pieta und Gedenktafel für die im 1. Weltkrieg gefallenen Gemeindemitglieder. | Gedenkkapelle Effeln                                      |
| Ehrenmal Klieve | Anröchte – Klieve An der St. Vinzenz Kapelle, Alte Allee Standort                                           | Ehrenmal          | 1. Weltkrieg 2. Weltkrieg                                         | 1955/56        | Das Denkmal für die Gefallenen und Vermissten der beiden Weltkriege steht an der Südwestseite der Kapelle. Ein Steinernes Kruzifix auf einem Podest mit Soldatenhelm. Zu beiden Seiten Gedenktafeln für die in den Kriegen gestorbenen Soldaten. | Ehrenmal Klieve                                           |
| Ehrenmal Mellrich | Anröchte – Mellrich Mittelstraße 29, an der Kirche St. Alexander Standort                                   | Ehrenmal          | 1. Weltkrieg 2. Weltkrieg                                         |                | Ehrenmal Gefallene 1. und 2. Weltkrieg am westlichen Treppenaufgang zur Kirche. Vor der Mauer mit Gedenktafeln kniet auf einen Podest ein Soldat im Mantel und betet für seine gefallenen Kameraden. | Ehrenmal Mellrich                                         |
| Gedenkkapelle Mellrich | Anröchte – Mellrich In der Kirche St. Alexander Standort                                                    | Gedenkkapelle     | 1. Weltkrieg 2. Weltkrieg                                         |                | Gedenkschrein mit Pieta und Gedenktafeln für die in den beiden Weltkriegen gefallenen Gemeindemitglieder des Kirchenspiels Mellrich. | Gedenkkapelle Mellrich                                    |
| Ehrenmal Robringhausen | Anröchte – Robringhausen An der St. Luzia Kapelle Standort                                                  | Gedenkstein       | 1. Weltkrieg 2. Weltkrieg                                         |                | Findling mit Eisernen Kreuz an der nordwestlichen Kirchenmauer. Inschrift: „1914-1918 – Zum Gedenken der Vermissten und Gefallenen beider Kriege aus Robringhausen – 1939 – 1945“, umgeben von Eichenblättern. |                                                           |
| Ehrenmal Uelde | Anröchte – Uelde An der St. Antonius Kapelle Standort                                                       | Gedenkstätte      | 1. Weltkrieg 2. Weltkrieg                                         |                | Überdachtes Wandbild an der Fassade, links vom Glockenturm. Auferstandener Jesus und Inschrift: „Ich bin die Auferstehung und das Leben“. Davor eine Sitzbank aus Anröchter Stein mit den Namen der Gefallenen beider Weltkriege. |                                                           |
| Kriegerdenkmal Bad Sassendorf                                                                                                | Bad Sassendorf Karl-Volke-Platz / Bismarckstraße (Am Kurpark) Standort                                      | Kriegerdenkmal    | 1831 1833 1866 1870–1871                                          |                | „Kaiser-Wilhelm-Denkmal“ – Klassizistische Säule mit Adler auf einen viereckigen Podest mit Gedenktafeln für die Gefallenen der Kriege 1831, 1833, 1866 und 1870/71. Früher stand es neben dem Alten Gradierwerk und den Badehäusern. Inschriften: „Und wer den Tod im heil’gen Kampfe fand, ruht auch in fremder Erd’ im Vaterland! – Die Gefallenen zu ehren. Die Muthigen zu mehren. Die Kommenden zu lehren. – Gewidmet von den dankbaren Gemeinden – Sassendorf – Heppen – 1831“. „Sie zogen aus der Erde Schmerzen, zur obern Heimat siegreich ein. Und ewig soll in unsern Herzen ihr Name unvergessen sein.(Kor. 15, 55)“ „Es starben den Heldentod für’s Vaterland den 16. August 1870 bei Mars la Tour“ – (Namen der Gefallenen). Am Kriegerdenkmal befindet sich auch ein Gedenkstein für die Kriegsgefangenen aus dem 2. Weltkrieg mit einem Relief von einem Riesen der in einem Gefangenenlager steht. Inschrift: „Gedenket den Gefangenen“. Baudenkmal Nr. 46 (Bad Sassendorf)                                              | Kriegerdenkmal Bad Sassendorf                             |
| Ehrenmal Bahnhofstraße | Bad Sassendorf Bahnhofstraße / Schützenstraße Standort                                                      | Ehrenmal          | 1. Weltkrieg 2. Weltkrieg                                         | 1955           | Halbrundes Ehrenmal für die Gefallenen beider Weltkriege mit Wandelhalle und 468 Namenstafeln. |                                                           |
| Gedenktafeln für die Gefallenen der Kriege 1813, 1866, 1870/71 und 1914 – 1918                                               | Bad Sassendorf In der Kirche St. Simon und Judas Thaddäus Standort                                          | Gedenktafel       | 1813 1866 1870–1871 1. Weltkrieg                                  |                | 4 Gedenktafeln in der Kirche, darunter eine für den im Krieg gefallenen Erbsälzer Florenz, Freiherr von Bockum, genannt Dolffs (1813 – Befreiungskriege). |                                                           |
| Ehrenmal Elfsen | Bad Sassendorf – Elfsen Elfser Straße / Elfser Bruch, Freiwillige Feuerwehr Elfsen Standort                 | Gedenkstein       | 1. Weltkrieg 2. Weltkrieg                                         |                | Bruchstein auf gemauerten Sockel mit Eisernen Kreuz und Inschrift: „Den Opfern der Kriege 1914 – 1918 1939 – 1945 Elfsen“ |                                                           |
| Ehrenmal Enkesen im Klei | Bad Sassendorf – Enkesen im Klei Neuengeseker Straße / Kleiweg Standort                                     | Ehrenmal          | 1. Weltkrieg 2. Weltkrieg                                         |                | Bepflanztes Rondell mit großen Findling und Gedenktafel vor einer Eiche. Der Stein stammt aus der Enkenser Feldflur. |                                                           |
| Ehrenmal Heppen | Bad Sassendorf – Heppen Friedenseiche am Friedhof Heppen; Alter Soestweg / Lindenweg Standort               | Ehrenmal          | 1. Weltkrieg 2. Weltkrieg                                         |                | Ehrenmal mit 3 Findlingen an der Friedenseiche am Friedhof Heppen. Auf den Findlingen sind Namen gefallener Soldaten aus dem 1. und dem 2. Weltkrieg. WW1: Karl Volke, Heinrich Boras WW2: Gustav Fabri, Otto Fabri, Karl-Schulze Ardey, Walter Pistorius, Martha Wenner, Otto Weitekamp, Erich Dujet, Gisbert Stemann, Günter Blume, Kurt Gabers, Friedel Büttinghaus. | weitere Bilder                                            |
| Ehrenmal Herringsen | Bad Sassendorf – Herringsen Zum Hahnekamp 13-15 Standort                                                    | Ehrenmal          | 1. Weltkrieg                                                      | 1928           | Ehrenmal mit Findling auf einem altarförmigen Podest aus Stein. Es wurde von der Firma Dassel in Warstein-Allagen gebaut. |                                                           |
| Kriegerdenkmal Lohne | Bad Sassendorf – Lohne Hellweg, Schützenhalle Lohne Standort                                                | Kriegerdenkmal    | 1870–1871                                                         |                | Kriegerdenkmal Obelisk und zwei davor liegende Gedenktafeln. | Kriegerdenkmal Lohne                                      |
| Ehrenmal Lohne | Bad Sassendorf – Lohne Hellweg / Rauklohweg Standort                                                        | Gedenkhalle       | 1813 1870–1871 1. Weltkrieg 2. Weltkrieg                          | 1954           | Halboffene Gedenkhalle mit hölzerner Gedenktafel mit Namen der gefallenen und vermissten Soldaten aus Lohne der verschiedenen Kriege und der Heimatvertriebenen aus dem 2. Weltkrieg. | Ehrenmal Lohne                                            |
| Ehrenmal Ostinghausen | Bad Sassendorf – Ostinghausen Schoneberger Straße/Horstweg Standort                                         | Ehrenmal          | 1. Weltkrieg 2. Weltkrieg                                         |                | Ehrenmal aus Findlingen mit Adler, Eisernen Kreuz und Tafeln mit den Namen der Gefallenen der Orte Schoneberg, Ostinghausen, Lohe und Bettinghausen. | Ehrenmal Ostinghausen                                     |
| Ehrenmal Neuengeseke | Bad Sassendorf – Neuengeseke Oberdorf / Am Haienpoth Standort                                               | Ehrenmal          | 1870–1871 1. Weltkrieg 2. Weltkrieg                               | 1910           | Ehrenmal mit Eisernen Kreuz. Ursprünglich zierte ein bronzener Fahnenträger das Denkmal. Er wurde zum Ende des 2. Weltkriegs als Metallspende eingeschmolzen. 1952 wurde auf die Spitze des Ehrenmals das Eiserne Kreuz aus Granit gesetzt. | Ehrenmal Neuengeseke                                      |
| Ehrenmal Opmünden | Bad Sassendorf – Opmünden Auf der Bauer (K5) / Auf den Höfen Standort                                       | Gedenktafeln      | 1870–1871 1. Weltkrieg                                            | 1911           | Das Ehrenmal ist dem Alten Feuerwehrgerätehaus in der Ortsmitte angegliedert. Unter dem Vordach befinden sich 4 Gedenktafeln mit Namen der gefallenen Soldaten der Bauernschaft Opmünden. |                                                           |
| Ehrenmal Weslarn | Bad Sassendorf – Weslarn Bettinghauser Weg Standort                                                         | Ehrenmal          | 1. Weltkrieg 2. Weltkrieg                                         | 1922           | Ehrenmal mit Löwe und Namenstafel der Toten aus dem 1. Weltkrieg. Erweiterung des Denkmals mit Seitentafeln und Namen der Toten aus dem 2. Weltkrieg. | Ehrenmal Weslarn                                          |
| Ehrenmal Bremen (Ense) | Ense – Bremen An der Kirchenwand der St. Lambertus Kirche Standort                                          | Ehrenmal          | 1866 1870–1871 1. Weltkrieg                                       |                | Ehrenmal in einer Nische an der Ostseite der Lambertuskirche. Engel und Soldat betten Jesus zur Totenruhe. An der Wand dahinter sind 3 Gedenktafeln mit den Namen gefallener Soldaten der Kriege. |                                                           |
| Mahnmal für die Opfer der Kriege                                                                                             | Ense – Bremen Soldatenfriedhof auf dem Friedhof Ense-Bremen                                                 | Kriegerdenkmal    | 1864 1866 1870–1871 1. Weltkrieg 2. Weltkrieg                     |                | Pieta auf Steinsockel mit Inschrift: „Das Kirchspiel Bremen brachte in den Einigungskriegen 1864, 1866, 1870-71 20 Opfer im Weltkrieg 1914-18 80 Opfer im Weltkrieg 1939-45 mehr als 175 Opfer und die Eltern, Witwen und Waisen. GROSS WIE DAS MEER IST DEIN SCHMERZ“ Das Denkmal ist gleichzeitig ein Mahnmal für die Opfer der Kriege. |                                                           |
| Ehrenmal Höingen | Ense – Höingen Kapellenweg 6 / nördlich der St. Josef Kapelle. Standort                                     | Ehrenmal          |                                                                   |                | Bronzestatue mit Mantel vor einer Steinmauer mit 2 Gedenktafeln. |                                                           |
| Ehrenmal Hünningen | Ense – Hünningen Friedensstraße 4 Standort                                                                  | Ehrenmal          |                                                                   |                | Ehrenmal mit Glockenturm, Gedenktafel und Wegkreuz. | Ehrenmal Hünningen                                        |
| Ehrenmal Niederense | Ense – Niederense Auf dem Kirchenvorplatz der St. Bernhard Kirche, Bernhardusplatz 9 Standort               | Gedenkhalle       | 1870–1871 1. Weltkrieg 2. Weltkrieg                               |                | Bühnenförmige Gedenkkapelle mit Kreuz auf dem Dach. An der Wand befinden sich ein Eisernes Kreuz und Gedenktafeln mit Namen der gefallenen Soldaten der Gemeinde Niederense. | Ehrenmal Niederense                                       |
| Ehrenmal Ruhne | Ense – Ruhne Am Glockenturm / In der Twiete Standort                                                        | Ehrenmal          |                                                                   | 1964           | Moderne Glockenturmkonstruktion auf einer Verkehrsinsel. Darunter ein Sandsteinblock mit einer Gedenktafel. |                                                           |
| Ehrenmal Sieveringen | Ense – Sieveringen Soester Straße / Ostönner Straße Standort                                                | Gedenkhalle       |                                                                   |                | Ehrenmal in Form einer Wegkapelle mit Kreuz und Gedenktafeln. |                                                           |
| Ehrenmal Waltringen | Ense – Waltringen An der Marienkapelle, Brunnenstraße 6a Standort                                           | Ehrenmal          | 1. Weltkrieg 2. Weltkrieg                                         |                | Ehrenmal mit drei Steintafeln. In der Mitte Bild einer Pieta. Daneben Tafeln mit den Namen der gefallenen Soldaten der beiden Weltkriege aus Waltringen. |                                                           |
| Mahnmal für die Opfer der Kriege (Ehrenmal Erwitte)                                                                          | Erwitte Marktplatz am Rathaus Standort                                                                      | Ehrenmal          |                                                                   | 1965           | Bronzeplastik der Künstlerin Hilde Schürk-Frisch zum Gedenken der gefallenen Soldaten und den Opfern der Kriege. | Ehrenmal Erwitte                                          |
| Kriegerdenkmal Erwitte | Erwitte Park am Königshof / Bördestraße Standort                                                            | Kriegerdenkmal    | 1866 1870–1871 1. Weltkrieg                                       | 1907           | „Kaiser-Wilhelm-Denkmal“ – Preußischer Soldat mit Fahne und Schwert. Angefertigt wurde es von dem Bildhauer Albert Pehle im Auftrag des Krieger- und Landwehrverein. Es wurde zu Ehren der Soldaten des Deutsch-Österreichischen und Deutsch-Französischen Krieges aufgestellt. Nach dem 1. Weltkrieg wurden die Namen der Gefallenen aus Erwitte ergänzt. Ursprünglich stand das Denkmal auf dem Marktplatz vor dem Alten Rathaus. In den 1960er Jahren wurde es an seine heutige Stelle im Park umgesetzt. Baudenkmal Nr. 64 (Erwitte) | Kriegerdenkmal Erwitte                                    |
| Ehrenmal am Friedhof | Erwitte Friedhof Erwitte, Hellweg Standort                                                                  | Ehrenmal          | 1. Weltkrieg 2. Weltkrieg                                         |                | Hochkreuz aus Anröchter Stein an der Kriegsgräberstätte mit Inschrift: „Den 1914-1918 gefallenen Söhnen des Kirchenspiels Erwitte 1939-1945“. |                                                           |
| Gedenkkapelle Erwitte | Erwitte In der Kirche St. Laurentius Standort                                                               | Gedenkkapelle     | 1. Weltkrieg 2. Weltkrieg                                         | 1921           | Gedenkkapelle in der Kirche für die Opfer der Kriege in der „Marienkapelle“. Die Pieta stammt aus dem 17. Jahrhundert und ist ein herausragendes Werk des Künstlers Heinrich Gröninger. Ursprünglich wurde sie als Altarretabel genutzt, bis sie 1921 Teil des Ehrenmals wurde. | Gedenkkapelle Erwitte                                     |
| Ehrenmal Bad Westernkotten                                                                                                   | Erwitte – Bad Westernkotten Am Ehrenmal Standort                                                            | Ehrenmal          | 1. Weltkrieg 2. Weltkrieg                                         |                | Ehrenmal mit 3 viereckigen Gedenksäulen auf Podest mit Namen der Gefallenen der beiden Weltkriege. Auf der mittleren eine Skulptur eines trauernden, knienden Soldaten. Die beiden daneben haben oben ein Kreuz. | Ehrenmal Bad Westernkotten                                |
| Ehrenmal Horn | Erwitte – Horn-Millinghausen Wiggeringhauser Str. / Friedhofstraße Standort                                 | Ehrenmal          | 1870–1871 1. Weltkrieg 2. Weltkrieg                               |                | Ehrenmal mit Adler auf Obelisk. Im Sockel sind die Namen der Gefallenen aus Horn-Millinghausen und der umliegenden Dörfer aus dem Kirchenspiel aufgelistet. Baudenkmal Nr. 48 (Erwitte) | Ehrenmal Horn                                             |
| Ehrenmal auf dem Friedhof | Erwitte – Horn-Millinghausen Friedhof Horn-Millinghausen Standort                                           | Ehrenmal          | 1. Weltkrieg                                                      |                | Grüßender Römer in Toga mit Standarte auf viereckigen Podest mit den Namen der Gefallenen aus dem 1. Weltkrieg. |                                                           |
| Ehrenmal Schallern | Erwitte – Schallern Lohner Straße, neben der St. Georg Kapelle Standort                                     | Ehrenmal          | 1. Weltkrieg 2. Weltkrieg                                         |                | Ehrenmal mit Relief „Römischer Georg tötet den Drachen“. Beidseitig Gedenktafeln mit Namen der Gefallenen. Inschrift: „Unseren Helden“. |                                                           |
| Ehrenmal Schmerlecke | Erwitte – Schmerlecke Vor der St. Antonius Kapelle / Schmerlecker Dorf Standort                             | Ehrenmal          | 1. Weltkrieg 2. Weltkrieg                                         |                | Ehrenmal mit 5 rechteckigen Gedenkstelen, umgeben von einer halbrunden, niedrigen Steinmauer. Die höhere in der Mitte hat ein Eisernes Kreuz und die Inschrift: „Mein stiller grauer Bruder du, das Danken lässt uns keine Ruh“. Auf den anderen stehen die Namen der Gefallenen Schmerlecker der beiden Weltkriege. |                                                           |
| Ehrenmal Seringhausen | Erwitte – Seringhausen Seringhauser Straße 105 Standort                                                     | Ehrenmal          |                                                                   |                | Steinernes Kruzifix auf Sockel mit Eisernen Kreuz und Eichenlaub, links und rechts davon Gedenkstelen mit Namen der Gefallenen. |                                                           |
| Ehrenmal Stirpe | Erwitte – Stirpe Hauptstraße / Am Mühlenwall Standort                                                       | Ehrenmal          | 1. Weltkrieg 2. Weltkrieg                                         |                | Ehrenmal mit drei Säulen auf einem Podest. Die mittlere mit Eisernen Kreuz und Schwertrelief. Links und rechts Relief Helm mit Eichenlaub. Die Gedenktafeln erinnern an die Gefallenen der beiden Kriege und an die Heimatvertriebenen aus Pommern, Schlesien und Ostpreußen. Das Ehrenmal stand ursprünglich vor der St. Agatha Kapelle. 1974 wurde es wegen dem Straßenumbau an seine heutige Stelle versetzt. In Stirpe gibt es auch zahlreiche privat aufgestellte Wegkreuze in Gärten als Fürbitte und Dank an Gott für eine Kriegsheimkehr der Männer aus dem 1. Weltkrieg. Zu Grunde lag ein Gelübde von Frau Sengeling, die ihr Versprechen einlöste und ein Wegkreuz aufstellen ließ, nachdem ihr Ehemann zurückkam. Die Nachbarn auf dem Dorf taten es ihr gleich. | Ehrenmal Stirpe                                           |
| Ehrenmal Völlinghausen | Erwitte – Völlinghausen Dorfplatz / Kapellenweg 4 Standort                                                  | Ehrenmal          | 1. Weltkrieg 2. Weltkrieg                                         |                | Halbrunde gemauerte Anlage aus Bruchstein mit Pflastersteinmosaik und Treppenaufgang. 5 Gedenkstelen mit Namen der Gefallenen auf einer Mauer dienen als Träger der rückwärtigen Palisadenwand. Verbunden sind sie durch einen steinernen Querträger mit der Inschrift: „Vergiss o Volk die teuren Toten nicht!“. |                                                           |
| Denkmal der Kriegstoten (Ehrenmal Geseke)                                                                                    | Geseke Ehrenmalwiese Alter Steinweg; Altes Rathaus / Quelle Geseker Bach Standort                           | Ehrenmal          | 1870–1871 1. Weltkrieg 2. Weltkrieg Gedenkstätte Opfer der Kriege | 2001           | Das Ehrenmal „Denkmal der Kriegstoten“ wurde dem Soester Bildhauer Michael Düchting geschaffen. Auf den 8 Stelen, die den Platz umgeben, sind Zitate aus Richard von Weizsäckers Rede zum vierzigsten Jahrestag des Kriegsendes 1985. Sie benennen alle Opfergruppen des Krieges vom einfachen Soldaten, der Widerstanskämpfer, den Opfern der Luftangriffe bis hin zum Zwangsarbeiter und der Euthanasieopfer. Zentral befindet sich eine viereckige Gedenktafel mit der Inschrift: „Den Opfern von Krieg und Gewaltherrschaft 1939 – 1945“. Auf der Ehrenmalwiese befinden sich 2 weitere Ehrenmale. Eines erinnert an die gefallenen Soldaten des 1. Weltkriegs, das andere ist ein Kriegerdenkmal für die Toten des Deutsch-Französischen Krieges 1870 – 1871. | weitere Bilder                                            |
| Ehrenmal für die Toten des 1. Weltkriegs                                                                                     | Geseke Ehrenmalwiese Alter Steinweg; Altes Rathaus / Quelle Geseker Bach Standort                           | Ehrenmal          | 1. Weltkrieg                                                      | 1935           | Halbrundes Ehrenmal aus Stein an der Ostseite der Wiese für die Gefallenen des 1. Weltkrieges mit hohen Metallkreuz. Auf den 8 Gedenktafeln in der Wand sind die Namen von 210 gefallenen Geseker Soldaten gelistet. Baudenkmal Nr. 172 (Geseke) | Ehrenmal für die Toten des 1. Weltkriegs                  |
| Kriegerdenkmal für die Gefallenen des Deutsch-Französischen Krieges 1870/1871                                                | Geseke Ehrenmalwiese Alter Steinweg; Altes Rathaus / Quelle Geseker Bach Standort                           | Kriegerdenkmal    | 1870–1871                                                         |                | Kriegerdenkmal für die Gefallenen im Franzosenkrieg. Ein preußischer Soldat mit Fahne legt seine Hand auf die Schulter eines sterbenden französischen Soldaten. Im reich verzierten Sockel sind die Orte der Schlacht und Gedenktafeln mit Namen der Gefallenen aus Geseke. Die Gedenktafeln sind stark verwittert oder fehlen. Baudenkmal Nr. 172 (Geseke) | Ehrenmal Geseke Gefallene 1870/71                         |
| Ehrenmal Bönninghausen | Geseke – Bönninghausen St. Anna Kapelle Bönninghausen Standort                                              | Gedenktafel       | 1. Weltkrieg 2. Weltkrieg                                         |                | Das Ehrenmal von Bönninghausen befindet sich am Michaels-Portal der St. Anna Kapelle mit Erzengel Michael als Drachentöter. Inschrift: „Zum Gedächtnis an unsere gefallenen Söhne“. Die Gedenktafel darunter berichtet von 3 Gefallenen aus dem 1. Weltkrieg und 6 Gefallenen und 2 Vermissten aus dem 2. Weltkrieg. | Ehrenmal Bönninghausen                                    |
| Kriegerdenkmal Ehringhausen                                                                                                  | Geseke – Ehringhausen Hauptstraße, neben Fußballplatz Standort                                              | Ehrenmal          | 1. Weltkrieg 2. Weltkrieg                                         | 1923–1927 1952 | Kniender Soldat mit Fahne und stehender Römer mit Pfeilen in der Hand auf Podest mit Stahlhelm und beidseitig angebauten Gedenktafeln. | Kriegerdenkmal Ehringhausen                               |
| Ehrenmal Ermsinghausen | Geseke – Ermsinghausen In Ermsinghausen / Spielplatz Standort                                               | Ehrenmal          | 1. Weltkrieg                                                      |                | Hünengrab mit Findling und Kreuz. Das Ehrenmal ist ein Baudenkmal: Nr. 107 (Geseke) | Ehrenmal Ermsinghausen                                    |
| Ehrenmal Langeneicke | Geseke – Langeneicke Eichenstraße / Alte Straße, Nähe St. Barbara Kirche Standort                           | Gedenkhalle       | 1809 1870–1871 1. Weltkrieg 2. Weltkrieg                          |                | Halboffener, sechseckiger Kriegergedenkpavillion aus Naturstein, vorne mit Säulenbogen, hinten vermauert; mit gewölbten Kupferdach und Eisernen Kreuz auf der Spitze. Im Inneren befindet sich eine Pieta und goldfarbene Gedenktafeln für die Gefallenen aus den Befreiungskriegen, dem Deutsch-Französischen Krieg und dem 1. Weltkrieg. An der Außenfassade sind Gedenktafeln der Gefallenen aus dem 2. Weltkrieg und ein steinernes Hochkreuz. Das Ehrenmal ist ein Baudenkmal: Nr. 105 (Geseke) |                                                           |
| Ehrenmal Mönninghausen | Geseke – Mönninghausen Geseker Straße / Kirchplatz St. Vitus Kirche Standort                                | Ehrenmal          | 1. Weltkrieg 2. Weltkrieg                                         | 1920 1953      | Denkmalanlage mit 2 Kriegerdenkmalen. 1. Weltkrieg: Georg mit Drache. In der Säule sind die Namen von 19 gefallenen Soldaten eingemeißelt.1953 wurde das Denkmal um eine dreieckige Säule erweitert. Auf ihr sind 46 Namen der gefallenen und vermissten Soldaten aus dem 2. Weltkrieg verzeichnet. |                                                           |
| Denkmal an die gefallenen Soldaten (Ehrenmal Störmede)                                                                       | Geseke – Störmede Kirchplatz / St. Pankratius, am Kloster Nazareth Standort                                 | Ehrenmal          | 1. Weltkrieg 2. Weltkrieg                                         |                | Denkmal für die Gefallenen der Kriege. Stele mit Bildstock vom Hl. Georg als Reiter tötet den Drachen. Dahinter Natursteinmauer mit zwei Gedenktafeln mit den Namen der Gefallenen aus Störmede und der Nachbardörfer, beleuchtet mit Ewigen Licht. | weitere Bilder                                            |
| Ehrenmal Brockhausen | Lippetal – Brockhausen Brockhauser Straße (K6) / Auf der Kämpe 2a Standort                                  | Ehrenmal          | 1. Weltkrieg 2. Weltkrieg                                         |                | Vier Adler stützen eine Urne mit Eisernen Kreuzen. Auf dem Deckel liegt ein Soldatenhelm auf Eichenlaub. Im mehrstufigen Podest sind Gedenktafeln für die Gefallenen des 1. Weltkriegs. Zu beiden Seiten steht jeweils eine Gedenkstele mit Eisernen Kreuz auf denen die Namen der Gefallenen aus dem 2. Weltkrieg zu lesen sind. |                                                           |
| Ehrenmal Herzfeld | Lippetal – Herzfeld St. Ida Basilika, Kirchplatz Standort                                                   | Ehrenmal          | 1870–1871 1. Weltkrieg 2. Weltkrieg                               | 1922           | Das Ehrenmal befindet sich in einer Außennische der St. Ida Wallfahrtsbasilika auf der Nordseite. Es wurde von dem Architekten Karl Colombo aus Köln erbaut. In der Mitte steht die Heilige Ida auf einem Sockel mit Hirschrelief. Darunter 6 Namen von Gefallenen aus dem Deutsch-Französischen Krieg. Die beiden anderen Heiligen sind Georg und Barbara. In den Säulennischen sind Gedenktafeln der Toten aus dem 1. Weltkrieg. Unterhalb davon sind Gedenktafeln der gefallenen und vermissten Soldaten und Heimatvertriebenen aus dem 2. Weltkrieg gelistet. Vor dem Ehrenmal befindet sich ein Gedenkstein in Form eines Eisernen Kreuz zum Gedenken der Gefallenen beider Weltkriege. | Ehrenmal Herzfeld                                         |
| Ehrenmal Hovestadt | Lippetal – Hovestadt Friedhof Standort                                                                      | Gedenkhalle       | 1. Weltkrieg 2. Weltkrieg                                         |                | Gedenkkapelle auf dem Friedhof mit Kruzifix auf Sockel mit Inschrift: „Gedenket stets“. An der Wand sind Gedenktafeln mit den Namen der Gefallenen aus dem 1. und dem 2. Weltkrieg. |                                                           |
| Ehrenmal Hultrop | Lippetal – Hultrop Am Friedhof, Heintroper Straße (B457) Standort                                           | Ehrenmal          | 2. Weltkrieg                                                      |                | 2 Gedenkstelen mit den Namen der gefallenen Soldaten aus Hultrop und Heintrop-Büninghausen. In der Mitte Altar mit Eisernen Kreuz und Hochkreuz aus Metall. |                                                           |
| Ehrenmal Lippborg | Lippetal – Lippborg Herzfelder Str. / Alte Beckumer Straße, Nähe Marktplatz Standort                        | Ehrenmal          | 1. Weltkrieg 2. Weltkrieg                                         |                | Kruzifix mit 2 betenden Soldaten auf gemauerten Bruchsteinsockel mit Inschrift: „Sie werden auferstehen“. Dahinter Bruchsteinmauer mit 6 Gedenktafeln mit Namen der gefallenen und vermissten Soldaten aus den beiden Weltkriegen und der verstorbenen und vermissten Heimatvertriebenen aus dem 2. Weltkrieg. | Ehrenmal Lippborg                                         |
| Ehrenmal Oestinghausen | Lippetal – Oestinghausen Hultroper Straße / Am Stahlberg Standort                                           | Ehrenmal          | 1. Weltkrieg 2. Weltkrieg                                         |                | Ehrenmal unter Linden mit Wegkreuz und großen Findling. Inschrift: „Das ist ein Mann der sterben kann für Gott und sein Vaterland – Der Kriegerverein – Unseren Helden“. Auf kleineren Findlingen mit Metalltafeln daneben sind die Namen der Gefallenen des 1. und 2. Weltkrieges aus Oestinghausen, Niederbauer und Krewinkel-Wiltrop aufgelistet. |                                                           |
| Kapelle Friedhof Oestinghausen                                                                                               | Lippetal – Oestinghausen Friedhof Oestinghausen Standort                                                    | Kapelle           | 1. Weltkrieg                                                      |                | Kapelle mit Kreuzigungsgruppe auf dem Friedhof in Oestinghausen, zwei Tafeln mit den Gefallenen aus dem 1. Weltkrieg. | weitere Bilder                                            |
| Ehrenmal für die Toten des 1. Weltkriegs                                                                                     | Lippstadt Hauptfriedhof Kriegsgräberstätte Standort                                                         | Ehrenmal          | 1. Weltkrieg                                                      |                | Ehrenmal in Form eines antiken Sarkophages auf einem Kriegsgräberfeld mit 36 Steinkreuzen. | Ehrenmal für die Toten des 1. Weltkriegs                  |
| Ehrenmal Deutsch-Französischer Krieg 1870/71                                                                                 | Lippstadt Hauptfriedhof Kriegsgräberstätte Standort                                                         | Kriegerdenkmal    | 1870–1871                                                         |                | Kriegerdenkmal 1870/71 mit Obelisk und Adler an der Kriegsgräberstätte. | weitere Bilder                                            |
| Ehrenmal für Gefallene der Weltkriege                                                                                        | Lippstadt Im Grünen Winkel Standort                                                                         | Ehrenmal          | 1. Weltkrieg 2. Weltkrieg                                         |                | Ehrenmal für Gefallene der Weltkriege. Viereckige Säule mit Namen der Gefallenen aus beiden Weltkriegen. | Ehrenmal für Gefallene der Weltkriege                     |
| Bernhardbrunnen (Kriegerdenkmal für die im Weltkriege 1914 – 1918 gefallenen Söhne)                                          | Lippstadt Lange Strasse / Am Bernhardbrunnen Standort                                                       | Gedenkbrunnen     | 1. Weltkrieg                                                      |                | Brunnen mit hoher schlanker Säule und Statue des lippischen Grafen Bernhard II. auf der Spitze. Am Brunnenbecken befinden sich Eiserne Kreuze und die Inschrift: „Die dankbare Vaterstadt ehrt ihre im Weltkriege 1914 – 1918 gefallenen Soehne durch dieses Denkmal“. | weitere Bilder                                            |
| Ehrenmal Bad Waldliesborn – Den Opfern der Weltkriege 1914-1918, 1939-1945                                                   | Lippstadt – Bad Waldliesborn Neben der Pfarrkirche St. Josef, Parkstraße Standort                           | Gedenkstein       | 1. Weltkrieg 2. Weltkrieg                                         | 1954           | Großer, 3,5 m hoher, grauer Findling mit Kreuz mit Inschrift: „Den Opfern der Weltkriege 1914-1918 1939-1945“ neben der Kirche. Der Stein ist der größte Findling im Kreisgebiet und stammt aus Norwegen. Er wurde vom Schützenverein von den sauerländischen Marmorwerken Gebr. Dassel in Allagen (Warstein) gekauft. In der Kirche St. Josef befinden sich 6 hölzerne Gedenktafeln mit Namen und Daten der Gefallenen beider Weltkriege und der Zivilopfer. |                                                           |
| Ehrenmal Benninghausen | Lippstadt – Benninghausen Kirche St. Martinus Benninghausen / Dorfstraße Standort                           | Ehrenmal          | 1. Weltkrieg 2. Weltkrieg                                         |                | Ehrenmal in einer Nische an der Außenfassade. Gedenkaltar für die Opfer der Kriege mit Kreuzigungszene „Maria am Kreuz“ und Heiligenfiguren. | Ehrenmal Benninghausen                                    |
| Ehrenmal Benninghausen, 1. Weltkrieg                                                                                         | Lippstadt – Benninghausen An der Kirchplatzmauer Standort                                                   | Ehrenmal          | 1. Weltkrieg                                                      |                | | Ehrenmal Benninghausen                                    |
| Ehrenmal Bökenförde | Lippstadt – Bökenförde Rüthener Str. / Damenstr. Standort                                                   | Ehrenmal          | 1870–1871 1. Weltkrieg 2. Weltkrieg                               | 1958           | Um eine zentrale Stele mit Engel und liegenden Soldat mit Kopfverband befinden sich beidseitig jeweils 2 kleinere Gedenkstelen mit Namen der Gefallenen der Kriege aus dem Wallfahrtsort Bökenförde. Das Ehrenmal wurde Gefallenen der 1920er Jahre zu Ehren von der Gemeinde und dem Kriegerverein errichtet und nach dem 2. Weltkrieg erweitert. | weitere Bilder                                            |
| Ehrenmal Dedinghausen | Lippstadt – Dedinghausen Am Kusel, gegenüber der Kirche St. Johannes Standort                               | Ehrenmal          |                                                                   | 1960           | Schutzmantelmadonna und Gedenkstelen. | Ehrenmal Dedinghausen                                     |
| Ehrenmal Eickelborn | Lippstadt – Eickelborn Antoniuskapelle in Eickelborn, Mutecke Standort                                      | Ehrenmal          | 1. Weltkrieg 2. Weltkrieg                                         |                | Kapelle mit Gedenktafeln und Gedenkstein | Ehrenmal Eickelborn                                       |
| Ehrenmal Esbeck | Lippstadt – Esbeck An der St. Severinus-Kirche, Simonisstraße Standort                                      | Ehrenmal          |                                                                   |                | Viereckige Säule mit Jesusrelief und Kreuzen auf dem Kirchenvorplatz. | Ehrenmal Esbeck                                           |
| Ehrenmal Hellinghausen | Lippstadt – Hellinghausen An der St. Clemens Kirche, Am Kirchplatz Standort                                 | Ehrenmal          | 1. Weltkrieg 2. Weltkrieg                                         |                | Bruchsteinmauer mit Gedenktafel mit Stahlhelmrelief und Inschrift: „Den Opfern der Kriege 1914 – 1918 1939 – 1945 in dankbarer Erinnerung gewidmet. Die Schützenbruderschaft St. Clemens Friedhardtskirchen“. Zu beiden Seiten davon Bronzetafeln mit den Namen der Gefallenen und Vermissten. |                                                           |
| Ehrenmal für die Gefallenen des 1. Weltkriegs                                                                                | Lippstadt – Hörste Hörster Straße / Öchtringhauser Straße Standort                                          | Ehrenmal          | 1. Weltkrieg                                                      |                | Löwe auf einer viereckigen Säule mit Schwert, Helm mit Palmblatt und Sonne auf einen Sockel mit den Namen der Gefallenen aus dem 1. Weltkrieg. | Ehrenmal Hörste 1914 – 1918                               |
| Ehrenmal für die Gefallenen des 2. Weltkriegs                                                                                | Lippstadt – Hörste An der Kirche St. Martinus Hörste Standort                                               | Ehrenmal          | 2. Weltkrieg                                                      |                | Ehrenmal mit 3 Engeln mit Posaunen auf Kriegsgräberkreuzen. Auf dem mittleren Kreuz Inschrift: „1939 – 1945“. | Ehrenmal Hörste 1939 – 1945                               |
| Ehrenmal Lipperrode | Lippstadt – Lipperrode An der Graf-Bernhard Realschule, Sandstraße Standort                                 | Ehrenmal          | 1. Weltkrieg 2. Weltkrieg                                         | 1964           | Ehrenmal von Heinrich Sprick. |                                                           |
| Ehrenmal Lohe | Lippstadt – Lohe An der St. Hubertus Kapelle Standort                                                       | Gedenktafel       | 1. Weltkrieg 2. Weltkrieg                                         |                | Gedenktafel mit den Namen der Gefallenen | Ehrenmal Lohe                                             |
| Ehrenmal Schloss Overhagen                                                                                                   | Lippstadt – Overhagen Schloss Overhagen, neben der Schlosskapelle. Standort                                 | Ehrenmal          | 1. Weltkrieg 2. Weltkrieg                                         | 1936           | Gedenktafeln mit Soldatenkopf und Wegkreuz. Der Jesus ist eine Kopie des Korpus in der St. Antoniuskirche. Das Ehrenmal stand ursprünglich in der Schlosskapelle. 1977 wurde diese renoviert und das Ehrenmal an seinen heutigen Standort neben der Schlosskapelle verlegt. | Ehrenmal Schloss Overhagen                                |
| Ehrenmal Berlingsen | Möhnesee – Berlingsen Lendringser Straße (L67) Standort                                                     | Gedenkhalle       | 1. Weltkrieg 2. Weltkrieg                                         | 1925           | Ehrenmal an der südlichen Ortseinfahrt unter alten Linden. Halboffener, sechseckiger, Gedenkpavillion mit 2 Säulen, gemauerter Rückwand und gewölbten Schieferdach mit Kreuz auf der Spitze. Inschrift: „+ Die Heimat Ihren gefallenen Söhnen + 1925“. Im Inneren Heiligenhäuschen und Sitzbänke. An der Rückwand Namenstafeln der Gefallenen aus dem 1. Weltkrieg mit Todesort in Frankreich. An den Seiten Gedenktafeln mit Namen der Gefallenen aus dem 2. Weltkrieg. Baudenkmal Nr. 3 (Möhnesee) | weitere Bilder                                            |
| Mahnmal für die Opfer der Kriege, der Möhnekatastrophe und der Euthanasie (Ehrenmal Günne)                                   | Möhnesee – Günne Soester Straße 9 Standort                                                                  | Ehrenmal          | 1. Weltkrieg 2. Weltkrieg                                         |                | Das Ehrenmal in Möhnesee-Günne ist ein Mahnmal für die Opfer der Kriege, der Möhnekatastrophe und der Euthanasie. Vor einer Wand mit Kreuzen steht eine Bronzestatue des Heiligen Sebastian. An der Seitenwand befinden sich Gedenktafeln aus Bronze. | Ehrenmal Günne                                            |
| Ehrenmal Hewingsen | Möhnesee – Hewingsen An der Marienkirche zu Hewingsen, Günner Straße Standort                               | Ehrenmal          |                                                                   |                | Gedenknische an der Kirchenmauer mit Kreuz und Gedenktafel aus Metall mit den Namen der Gefallenen. |                                                           |
| Denkmal für die Opfer der beiden Weltkriege (Ehrenmal Körbecke)                                                              | Möhnesee – Körbecke Vor der Kirche St. Pankratius, Am Kirchplatz 8 Standort                                 | Ehrenmal          | 1. Weltkrieg 2. Weltkrieg                                         |                | Denkmal für die Opfer der beiden Weltkriege. Reiterdenkmal, Georg als Soldat auf Pferd tötet den Drachen. Die Skulptur steht auf 2 eckigen Säulen mit Querträger. Zwischen den Säulen befindet sich ein Kerzenhäuschen mit Ewigen Licht. Auf den Säulen befinden sich die Namen der Gefallenen aus dem Kirchenspiel Körbecke. Auf der Vorderseite des Querträgers ist die Inschrift: „Zum Gedächtnis der Getreuen die ihr Leben Opferten für Heimat u. Vaterland im Weltkriege 1914 – 1918“. Auf der Rückseite: „Erinnerung wird zum Gebet um Erlösung. Zum Gedenken an die Gefallenen, Vermissten und Opfer der ungerechten Gewalt 1939 – 1945“. | Ehrenmal Weltkriege in Körbecke                           |
| Denkmal der Kriege 1864, 1866, 1870/71                                                                                       | Möhnesee – Körbecke Vor der Kirche St. Pankratius, Am Kirchplatz 8 Standort                                 | Ehrenmal          | 1864 1866 1870–1871                                               |                | Denkmal der Kriege 1864, 1866, 1870/71. Kriegerdenkmal mit Obelisk. Im Sockel ist eine Gedenktafel mit der Inschrift: „Das dankbare Kirchspiel Körbecke seinen in den Feldzügen 1864, 1866 und 1870/71 gebliebenen Söhnen“ und Gedenktafeln mit den Namen der Gefallenen. | Ehrenmal Einigungskriege in Körbecke                      |
| Ehrenmal Neuhaus | Möhnesee – Neuhaus Im Vorgarten Neuhaus 11 Standort                                                         | Ehrenmal          | 1. Weltkrieg 2. Weltkrieg                                         |                | Gemauertes Ehrenmal mit Eisernen Kreuz und Gedenktafeln für die Gefallenen der Ortschaft. |                                                           |
| Ehrenmal Wippringsen | Möhnesee – Wippringsen Dorfstraße 20 Standort                                                               | Ehrenmal          | 1870–1871 1. Weltkrieg 2. Weltkrieg                               | 1960           | ca. 3 m hohes gemauertes Kreuz aus Naturstein mit Inschrift auf dem Querträger: „Unseren Gefallenen zum Gedenken“. Beidseitig davon Steintafeln mit Eisernes-Kreuz-Relief und Namen der Gefallenen. Links: Deutsch-Französischer Krieg und 1. Weltkrieg, rechts 2. Weltkrieg. |                                                           |
| Ehrenmal Rüthen | Rüthen Stadtfriedhof Rüthen, Ritterstraße 41 Standort                                                       | Ehrenmal          | 1. Weltkrieg 2. Weltkrieg                                         |                | Ehrenmalanlage an der Kriegsgräberstätte mit Pieta in einer viereckigen Gedenkkapelle mit gewölbten Dach. Inschrift: „Den Toten der Weltkriege geweiht“. An der Außenwand und an der Mauer dahinter Gedenktafeln mit Namen der Gefallenen und Vermissten beider Weltkriege. 2 weitere Gedenktafeln erinnern an die Heimatvertriebenen und an 5 Russische Staatsangehörige. | Ehrenmal Rüthen                                           |
| Ehrenmal Altenrüthen | Rüthen – Altenrüthen Salzweg / Altenrüthener Straße (L735) Koordinaten: 51° 29′ 50,1″ N, 8° 24′ 23,3″ O     | Ehrenmal          | 1. Weltkrieg                                                      |                | Reiterdenkmal gebeugter Soldat mit Schwert auf Pferd. Als Sockel eine viereckigen Säule mit Namen der Gefallenen und Inschrift: „Euer Opfer Unsere Hoffnung“. | Ehrenmal Altenrüthen                                      |
| Vertriebenendenkmal Rüthen                                                                                                   | Rüthen – Altenrüthen Altenrüthener Straße (L735) / Stefanusstraße Standort                                  | Ehrenmal          | 2. Weltkrieg                                                      |                | Vertriebenendenkmal, Steinkreuz mit Inschrift: 1945 und drei Bruchsteinbrocken mit Inschrift: Pommern, Ostpreußen und Schlesien. |                                                           |
| Ehrenmal Drewer | Rüthen – Drewer Milchstraße / Riekemacherstraße, Nähe St. Hubertus Kirche Standort                          | Ehrenmal          |                                                                   |                | Ehrenmalanlage mit Gedenkstein und gemauerten Brunnen aus Naturstein. Daneben Gedenkobelisk mit Inschrift: „Den Toten zum Gedenken Den Lebenden zur Mahnung“. |                                                           |
| Gedenktafeln Drewer | Rüthen – Drewer St. Hubertus Kirche                                                                         | Gedenktafeln      | 1. Weltkrieg 2. Weltkrieg                                         |                | Zwei Gedenktafeln in der Kirche St. Hubertus neben einen Pietà. | Gedenktafeln Drewer                                       |
| Ehrenmal Hemmern | Rüthen – Hemmern Dorfpark Hemmern, Lindenstraße / Grundstraße Standort                                      | Ehrenmal          | 1. Weltkrieg 2. Weltkrieg                                         |                | Bronzeadler auf einer viereckigen Steinsäule mit Eisernes-Kreuz-Relief und den Namen der Gefallenen. | Ehrenmal Hemmern                                          |
| Ehrenmal Hoinkhausen | Rüthen – Hoinkhausen Hoinkhauser Straße (L747) Standort                                                     | Ehrenmal          | 1. Weltkrieg 2. Weltkrieg                                         | 1935           | Halbrunde Bruchsteinmauer, zentral Relief von Hl. Georg als Ritter auf Pferd und Drache mit Gedenktafel für Gefallene des 1. Weltkrieges und Gedenkspruch. Daneben Tafel neueren Datums von Anton Gößmann mit Inschrift: „Frieden stiften“. Beidseitig auf den niedrigen Mauern Gedenktafeln mit Namen der Toten aus dem 2. Weltkrieg. | Ehrenmal Hoinkhausen                                      |
| Ehrenmal Kallenhardt | Rüthen – Kallenhardt Schützenstraße 2 / Kirchstraße Standort                                                | Ehrenmal          | 1870–1871 1. Weltkrieg 2. Weltkrieg                               |                | Halbrundes Ehrenmal mit Georgsrelief mit Namen der Toten aus dem Deutsch-Französischen Krieges und dem 1. Weltkrieg auf dem Sockel. Dahinter niedrige Mauer mit Namen der Gefallenen aus dem 2. Weltkrieg. Eingefasst von viereckigen Stelen mit Schwert und Soldatenhelm auf Ehrenkranz. | Ehrenmal Kallenhardt                                      |
| Private Gedenkstätte für die Gefallenen beider Weltkriege                                                                    | Rüthen – Kallenhardt-Heide Schützenstraße / Heideweg Standort                                               | Gedenkkreuz       | 1. Weltkrieg 2. Weltkrieg                                         |                | Wegkreuz mit Gedenktafeln aus Bronze mit Namen der Gefallenen beider Weltkriege. | Private Gedenkstätte Kallenhardt-Heide                    |
| Ehrenmal Kellinghausen | Rüthen – Kellinghausen L536 zwischen Kellinghausen und Hemmern Standort                                     | Gedenkkreuz       |                                                                   |                | |                                                           |
| Ehrenmal Langenstraße-Heddinghausen                                                                                          | Rüthen – Langenstraße-Heddinghausen Langenstraße, an der Kirche St. Johannes Baptist Standort               | Ehrenmal          | 1. Weltkrieg 2. Weltkrieg                                         |                | Ehrenmal an Kirche, Relief kniender Soldat mit gesenkten Schwert auf einer Stele mit Eisernen Kreuz und Eichenblättern mit Namen der Gefallenen aus dem 1. Weltkrieg und im Sockel Inschrift: „Errichtet von der Gemeinde Langenstrasse-Heddinghausen“. Daneben Kriegerdenkmal für die Toten des 2. Weltkriegs. Viereckige Säule mit Kreuzen und Inschrift: „1939-1945 – Jetzt aber seid ihr im Licht des Herren“. | Ehrenmal Langenstraße-Heddinghausen                       |
| Ehrenmal Meiste | Rüthen – Meiste Lange Straße Standort                                                                       | Ehrenmal          | 1. Weltkrieg 2. Weltkrieg                                         |                | Ehrenmal mit Soldat und Ehrenmal mit Gottfried Unterdörfer Zitat: „Des Übermutes Laut noch auf der Zunge, da lagen wir gemarterten Gesichts und wollten leben, leben und sonst nichts!“. |                                                           |
| Ehrenmal Menzel | Rüthen – Menzel Menzelner Straße / Kurzer Weg Standort                                                      | Ehrenmal          | 1. Weltkrieg 2. Weltkrieg                                         |                | Kriegerdenkmal viereckige Säule mit Soldatenhelm im Ehrenkranz und gewellten Ornament am Säulenfuß mit mehrstufigen Dach mit Kugel. Inschrift: „Die dankbare Gemeinde ihren gefallenen Söhnen“. |                                                           |
| Ehrenmal Nettelstädt | Rüthen – Nettelstädt An der Kapelle St. Johannes Baptist, Nettelstädt 15 Standort                           | Gedenkstein       |                                                                   | 2005           | Gedenkstein mit Kreuz und Inschrift: „Den Opfern von Kriegen, Terror und Gewalt Im Tod ist das Leben“. Das Ehrenmal wurde von den Dorfbewohnern errichtet. Während des großen Festumzuges am Schützenfest Sonntag wird an dort zum Gedenken ein Blumenkranz niedergelegt. |                                                           |
| Ehrenmal Oestereiden | Rüthen – Oestereiden Antoniusstraße 1 / Hauptstraße Standort                                                | Gedenkbrunnen     | 1. Weltkrieg                                                      | 1926           | Brunnen aus Rüthener Grünsandstein als Ehrenmal zur Ehrung der im 1. Weltkrieg Gefallenen. Auf einer achteckigen Säule im achteckigen Becken steht eine lebensgroße Statue vom Hl. Georg als Ritter mit Drache. Im Becken sind die Namen der Gefallenen eingemeißelt. | Ehrenmal Oestereiden                                      |
| Ehrenmal Westereiden | Rüthen – Westereiden Dorfstraße / Kapellenstraße Standort                                                   | Ehrenmal          | 1. Weltkrieg 2. Weltkrieg                                         |                | Bruchsteinmauer mit Statue eines trauernden Soldaten mit Gewehr. Zu beiden Seiten Gedenktafeln für die Gefallenen. Die Namen sind in roter Schrift. Inschrift: „Es starben den Heldentod für’s Vaterland“. | Ehrenmal Westereiden                                      |
| Gedenkhalle am Alten Rathaus                                                                                                 | Soest Altes Rathaus, Wand Rathausarkaden Standort                                                           | Gedenkhalle       | 1447 1864 1866 1870–1871 1. Weltkrieg 2. Weltkrieg                |                | Die Gedenktafeln an der Wand zeugen von bedeutenden Ereignissen in der Stadt Soest. Einige davon erinnern an vergangene Kriege und an die gefallenen Söhne der der Stadt: Das Relief mit der trauernden Frau und den Kreuzen erinnert an 700 gefallene Soldaten und die über 300 Toten der 32 Bombenangriffe auf Soest während dem 2. Weltkrieg. Die Gedenktafel mit dem sterbenden Krieger mit dem zerbrochenen Schwert in der Hand ehrt die 462 gefallenen Soester des 1. Weltkriegs. Es wurde 1922 von der Bildhauerin Hedwig Maria Ley geschaffen. Die 5 bronzenen Gedenktafeln waren einmal Teil eines Kaiser-Wilhelm-Reiterstandbild auf dem nördlichen Petrikirchhof zur Erinnerung an die Kriege 1864, 1866 und 1870/71. Es wurde während dem 2. Weltkrieg als Metallspende eingeschmolzen. Die Gedenktafeln für die Gefallenen der Kriege kamen an die Rathauswand. Auch das sozusagen älteste Kriegerdenkmal im Kreis Soest befindet sich hier an der Rathauswand. Eine alte Gedenktafel erinnert an die Soester Fehde von 1447. | weitere Bilder                                            |
| Denkmal Opfer der Kriege 1939 – 1945                                                                                         | Soest Wiese hinter Patroklidom / Thomästraße Standort                                                       | Denkmal           | 2. Weltkrieg                                                      | 1955           | Denkmal „Opfer der Kriege 1939 – 1945“. Der Trauernde von Robert Ittermann ist ein Ehren- und Mahnmal zum Gedenken der Toten und Vermissten der Stadt Soest. | Denkmal Opfer der Kriege 1939 – 1945                      |
| Ehrenmal am Osthofenfriedhof                                                                                                 | Soest Osthofenfriedhof, Kriegsgräberstätte (Feld 25), Nottebohmweg 29 Standort                              | Ehrenmal          | 1. Weltkrieg 2. Weltkrieg                                         | 1928           | Das Ehrenmal an der Kriegsgräberstätte wurde von den Kriegervereinen gestiftet, da ihnen die kleine Gedenktafel am Rathaus nicht würdig genug erschien, um die 462 gefallenen Kameraden zu Ehren. Der Entwurf für das Hochkreuz auf Steinsockel stammt von Professor Hermann Hosaeus aus Berlin. | Ehrenmal Osthofenfriedhof                                 |
| Gedenkkreuz für die Gefallenen des königl. Lehrerseminars in Soest                                                           | Soest Osthofenfriedhof / Thomäfriedhof (Feld TH 6), Ostenhellweg 51 Standort                                | Gedenkkreuz       | 1. Weltkrieg                                                      |                | Überdachtes Holzkreuz mit Soldatenhelm und Eichenlaub, Inschrift: „Unseren 20 im 1. Weltkrieg gefallenen Klassenbrüdern Jahrg. 1913-16 des königl. Lehrerseminars in Soest“. | Gedenkkreuz Tote königl. Lehreseminar Soest, 1. WK        |
| Kriegerdenkmal St. Petri | Soest In der St. Petrikirche (Alde Kerke), Petikirchhof 10 Standort                                         | Gedenktafel       | 1. Weltkrieg                                                      |                | Kruzifix im Herrenchörchen („Kinderkirche“), Kreuzrelief und Gedenktafeln aus Stein mit hölzernen Korpus. | Kriegerdenkmal St. Petri Kirche                           |
| Gedächtniskapelle in der Wiesenkirche                                                                                        | Soest In der Wiesenkirche (St. Maria zur Wiese), Wiesenstraße 28 Standort                                   | Gedächtniskapelle | 1805/06 1866 1870 – 1871 1. Weltkrieg 2. Weltkrieg                | 1963           | In der Wiesenkirche unter der Orgelempore, links neben dem „Westfälischen Abendmahl“, ist eine Gedächtniskapelle für die Toten der Kriege eingerichtet. Hier befindet sich ein Tabernakel aus dem frühen 16. Jahrhundert mit einem Engel und einem Gedächtnisbuch mit den Namen der Opfer beider Weltkriege. An der Wand gegenüber befindet sich eine Gedenktafel mit Namen der Gefallenen aus den Jahren 1805/6, 1866 und 1870/71. Die Kirchenfenster von Hans Gottfried von Stockhausen in der Gedächtniskapelle zeigen Motive von Glaubensaussagen über Tod und Auferstehung, Leid und Trost in Symbolen und Bibeltexten und wurden 2003 geschaffen. Das „Kriegergedächtnisfenster“ der Künstlerin Elisabeth Coester, dass 1922 zu Ehren der Soldaten aus dem 1. Weltkrieg geschaffen wurde, wurde bei einem Luftangriff 1941 fast völlig zerstört. Aus seinen Überresten gestaltete man das Fenster „Osterbotschaft des Engels an die trauernden Frauen“ über dem „Westfälischen Abendmahl“.                                           | Gedächtniskapelle in der Wiesenkirche                     |
| Kriegerdenkmal Paulikirche                                                                                                   | Soest In der St. Paulikirche, Paulistraße 11, Nähe Brauhaus Zwiebel Standort                                | Gedenktafel       | 1. Weltkrieg                                                      |                | Pieta in einer Nische an der Nordwand mit Gedenktafeln. Die Kirche wird als Kolumbarium genutzt und ist nicht immer geöffnet. Für eine Gruppenführung durch die Paulikirche und das Kolumbarium ist eine Anmeldung beim Gemeindebüro der Petri-Pauli-Kirchengemeinde nötig. Telefonnummer: 02921 – 13000. |                                                           |
| Denkmal für die Gefallenen der ehemaligen Landwirtschaftsschule Soest                                                        | Soest Am Stadtarchiv Soest, Niederbergheimer Straße 24 Standort                                             | Kriegerdenkmal    | 1. Weltkrieg 2. Weltkrieg                                         |                | Steinsäule in Form einer Ähre und bronzene Gedenktafel mit Inschrift: „Wenn das Weizenkorn nicht in die Erde fällt und erstirbt, so bleibt es allein. Wenn es aber erstirbt, so bringt es viel Frucht. (Joh. 12.24) – Unseren Opfern der Weltkriege 1914-1918 und 1939-1945 gewidmet“. | weitere Bilder                                            |
| Kriegerdenkmal Alt-St.-Thomae                                                                                                | Soest In der Kirche Alt-St.-Thomae (Schiefer Turm), Thomästraße 72 Standort                                 | Gedenktafel       | 1. Weltkrieg                                                      |                | 2 Gedenktafeln aus Holz zur Erinnerung an die Gefallenen aus dem 1. Weltkrieg. Die Alt-St.-Thomae-Kirche wird heute als temporärer Veranstaltungsraum der Ev. Emmaus-Kirchengemeinde Soest genutzt und ist nicht immer geöffnet. | Gedenktafel in der Alt-St.-Thomae Kirche                  |
| Kriegergedenktafel im Archigymnasium                                                                                         | Soest Archigymnasium Soest, Niederbergheimer Str. 9, Zufahrt über die Kurze Straße Standort                 | Gedenktafel       | 1. Weltkrieg                                                      | 1934           | Gedenktafel in der Aula des Archigymnasiums mit Namen ehemaliger Schüler, die als Kriegsfreiwillige an den Feldzügen teilnahmen und während des 1. Weltkriegs starben. |                                                           |
| Ehrenmal Ampen | Soest – Ampen Friedhof Ampen, Werler Landstraße / Wasserweg 2 Standort                                      | Ehrenmal          | 1870–1871 1. Weltkrieg                                            | 1923           | Ehrenmal am Soldatenfriedhof. Viereckige Stele mit Namen der Gefallenen aus dem Deutsch-Französischen Krieg und dem 1. Weltkrieg der Gemeinde Ampen-Jakobifeldmark, eingefasst von griechischen Säulen mit mehrstufigen Tempeldach und Quader mit Ehrenkreuz und den Jahreszahlen 1914 und 1918. Darauf Soldatenhelm auf Ehrenkranz. Auf dem Ehrenfriedhof davor sind die Toten des 2. Weltkriegs bestattet. | Ehrenmal Ampen                                            |
| Ehrenmal Bergede | Soest – Bergede Am Friedhof Bergede / Ortseinfahrt Deckmannstraße (L875) Standort                           | Ehrenmal          | 1. Weltkrieg 2. Weltkrieg                                         |                | Gemauertes Ehrenmal aus Feldsteinen und einer schwarzen Marmorplatte mit Namen der Gefallenen. Um die Pflege und den Erhalt kümmert sich die Dorfgemeinschaft. Da die Männer nicht ganz so ordentlich bei der Entfernung von Moos und Unkraut waren, gründeten die Dorffrauen 1972 kurzerhand den „Kratzclub“ und übernehmen seit dem die Reinigungsarbeiten am Denkmal. | Ehrenmal Bergede                                          |
| Ehrenmal Deiringsen | Soest – Deiringsen Kreuzpfad / Schützenhofstraße, Nähe Kreisverkehr Standort                                | Ehrenmal          | 1870–1871 1. Weltkrieg 2. Weltkrieg                               |                | Halbrunde Bruchsteinmauer mit Gedenktafeln, mittig auf der Mauerkrone ein mächtiger Zieraufbau mit Girlande, Schwert- und Eisenkreuzrelief und die Jahreszahlen 1914 und 1918. Inschrift: „Den gefallenen Helden. Die dankbare Gemeinde Deiringsen“. | Ehrenmal Deiringsen                                       |
| Kriegerehrenmal Hattrop | Soest – Hattrop Stemmweg 1 / Hattroper Weg (L747) Standort                                                  | Ehrenmal          | 1870–1871 1. Weltkrieg 2. Weltkrieg                               |                | Rote, viereckige Säule mit Eisernen Kreuz und Gedenktafeln der Gefallenen aus dem 1. Weltkrieg. Das Zwiebeldach (Paketbündel?) und der Sockel sind aus grauen Bruchstein. Im Sockel Gedenktafel mit Namen aus dem Deutsch-Französischen Krieg. | Kriegerehrenmal Hattrop                                   |
| Ehrenmal Hiddingsen | Soest – Hiddingsen Am Denkmal / Ortseinfahrt neben Feuerwehr Standort                                       | Ehrenmal          | 1. Weltkrieg 2. Weltkrieg                                         |                | Ehrenmal mit Adler auf gemauerten Sockel aus Bruchstein mit schwarzer hochglanzpolierter Gedenktafel mit den Namen der Gefallenen und Vermissten der beiden Weltkriege auf weißen Kies. Umzäunt ist es mit Steinpfosten und schwarzen Eisenketten. Inschrift: „Unseren in den Weltkriegen 1914 – 1918 und 1939 – 1945 gefallenen Helden der Gemeinden Hiddingsen, Lendringsen und Ruploh. Den Toten der Heimat und den Toten der Vertriebenen sei hier stets gedacht“. | Ehrenmal Hiddingsen                                       |
| Ehrenmal Katrop | Soest – Katrop Kopperweg 11 / Rottlandweg zwischen Meckingsen und Katrop Standort                           | Ehrenmal          | 1. Weltkrieg 2. Weltkrieg                                         |                | Gemauertes Ehrenmal mit 3 Gedenktafeln und einem Steinkreuz. |                                                           |
| Ehrenmal Meiningsen | Soest – Meiningsen Schützenstraße, an der Kirche St. Matthias Standort                                      | Ehrenmal          | 1. Weltkrieg 2. Weltkrieg                                         | 1921           | Halbrundes Ehrenmal mit Adler auf einer Gedenkstele mit den Namen der Gefallenen. Umschlossen wird sie von einer halbrunden Mauer mit Tafeln auf denen weitere Namen stehen. Eingefasst wird sie von zwei viereckigen Sockeln mit Eisernen Kreuz, sowie den Jahreszahlen 1914-1918 und 1939-1945. Darauf jeweils ein Soldatenhelm auf Eichenlaub. Inschrift: „Meinigsen und Epsingsen. 1939 – 1945 Alles Leben ist Opfer“. | Ehrenmal Meiningsen                                       |
| Ehrenmal Müllingsen | Soest – Müllingsen Bördenstraße / Kirchweg, Nähe Freiwilliger Feuerwehr Standort                            | Ehrenmal          | 1. Weltkrieg 2. Weltkrieg                                         |                | Soldatenhelm auf Ehrenkranz auf der Spitze eines Obelisken mit Eisernes-Kreuz-Relief, Palmblatt und Eichenzweig und Jahreszahl 1914 – 1918. Neben dem Obelisken befinden sich kleine Skulpturen von brennenden Feuerschalen. Der Sockel ist ein mächtiges Podest auf mehreren Stufen mit Schwert- und Palmblatt-Relief und schwarzen Gedenktafeln. Sie erinnern an die Gefallenen der beiden Weltkriege. In der mittleren ist die Inschrift: „Ihren im Weltkriege als Helden gefallenen Söhnen; gewidmet von der dankbaren Gemeinde Müllingsen“. Eingefriedet ist das Kriegerdenkmal von einer niedrigen Bruchsteinmauer mit Eisentor. | Ehrenmal Müllingsen                                       |
| Ehrenmal verstorbener Krieger (Ehrenmal Ostönnen)                                                                            | Soest – Ostönnen Werler Landstraße / Holtweg Standort                                                       | Ehrenmal          | 1. Weltkrieg 2. Weltkrieg                                         |                | Trauernder Soldat mit Gewehr und abgelegten Helm auf einen tempelartigen Podest mit Ehrenkranz um das Dach. Zwischen den Tempelsäulen stehen die Namen der Gefallenen und Vermissten der beiden Weltkriege aus Ostönnen und Röllingsen. Am Fuß ist eine Widmungstafel mit der Inschrift: „Ihren tapferen, für Volk und Vaterland in den Weltkriegen 1914 – 1918 und 1939 – 1945 Gefallenen; gewidmet von den Gemeinden Ostönnen und Röllingsen“. Neben dem Kriegerdenkmal steht ein einzelnes Steinkreuz, dass an einen Verstorbenen und einen unbekannten Soldaten erinnert. | Ehrenmal Ostönnen                                         |
| Mahnmal für die Opfer von Gewalt und Terror der Kriege (Ehrenmal Warstein)                                                   | Warstein An der St. Pankratius Kirche / Markt Standort                                                      | Ehrenmal          | 1870–1871 1. Weltkrieg 2. Weltkrieg                               | 1964           | Das Ehrenmal an der nord-östlichen Ecke der Kirche ist ein Mahnmal für die Opfer von Gewalt und Terror der Kriege. Entworfen von dem Künstler Hans Sommer. Eine 2017 neu erstellte Gedenktafel erinnert an die Ermordung von 208 russischen Zwangsarbeitern in den letzten Tagen des Zweiten Weltkriegs. | Ehrenmal Warstein                                         |
| Ehrenmal | Warstein Im Turm der St. Pankratius Kirche Standort                                                         | Ehrenmal          | 1. Weltkrieg                                                      |                | | Ehrenmal in der Kirche in Warstein                        |
| Gedenkfenster für die im 1. Weltkrieg gefallenen Vereinsmitglieder des Sauerländischen Gebirgsvereins (Ehrenmal Bilsteintal) | Warstein Im Wildpark Bilsteintal, Alte Jugendherberge am Dam- und Sikawildgehege Standort                   | Gedenkfenster     | 1. Weltkrieg                                                      |                | Buntes Bleiglasfenster mit Heimatmotiv von Warstein und einer Gedenkstele mit Eisernen Kreuz und Namen in der Alten Jugendherberge zum Gedenken an die gefallenen Vereinsmitglieder des Sauerländischen Gebirgsvereins im 1. Weltkrieg. |                                                           |
| Ehrenmal Allagen | Warstein – Allagen Dorfstraße, gegenüber Kirche St. Johannes Baptist Standort                               | Gedenkstein       |                                                                   |                | Gedenkstein mit Inschrift. Ersatz für ein ehemaliges Kriegerdenkmal von 1901, dass 1966 abgerissen wurde. |                                                           |
| Ehrenmal Belecke | Warstein – Belecke Bahnhofstraße / Wilkestraße Standort                                                     | Ehrenmal          | 1866 1870 – 1871 1. Weltkrieg 2. Weltkrieg                        | 1900 1919 2002 | Soldatendenkmal mit Turm, Adler und Kaiser-Wilhelm-Büste. Er wurde 1900 errichtet um den Toten aus den Jahren 1866 und 1870 – 1871 zu Gedenken. Auf der Rückseite ist die Inschrift: „Die dankbare Stadt Belecke ihren Kriegern“. Nach dem 1. Weltkrieg wurden schwarze Gedenktafeln angebracht, um die Gefallenen zu Ehren. Erst 2002 wurde das Ehrenmal um 2 Gedenkstelen aus polierten Granit mit Bronzetafeln erweitert, um an die Verstorbenen und Vermissten des 2. Weltkriegs zu erinnern. | Ehrenmal Belecke                                          |
| Mahnmal für die Opfer der Kriege                                                                                             | Warstein – Belecke Am Friedhof Belecke, Hesenberg Standort                                                  | Gedenkhalle       |                                                                   |                | Überdachte Gedenkstätte mit Inschrift: „Der Opfer der Kriege zum Gedenken, Den lebenden zur Mahnung“ mit einer stilisierten Gedenkskulptur eines Arbeiters in Kreuzform. |                                                           |
| Ehrenmal Hirschberg | Warstein – Hirschberg Arnsberger Straße / Kurfürstenstraße Standort                                         | Ehrenmal          | 1866 1870–1871 2. Weltkrieg                                       |                | Adler auf Obelisk mit Kaiser-Wilhelm-Emblem, auf Sockel Eisernes Kreuz. Zu beiden Seiten Steinplatten mit Gedenktafeln und Namen der Gefallenen. | Ehrenmal Hirschberg                                       |
| Ehrenmal St. Christopherus                                                                                                   | Warstein – Hirschberg An der St. Christopherus Kirche, Böckelmannstraße Standort                            | Ehrenmal          |                                                                   |                | Ehrenmalheiligenhäuschen |                                                           |
| Ehrenmal Mariengrotte | Warstein – Mülheim Schloss Mülheim (Deutschordenskommende Mülheim), Ordensritterweg 3a Standort             | Ehrenmal          |                                                                   | 1934           | Heute ist die beeindruckende Klosteranlage im Privatbesitz. Die Pfarrkirche und das Ehrenmal Mariengrotte sind öffentlich zugänglich. |                                                           |
| Ehrenmal Niederbergheim | Warstein – Niederbergheim An der St. Antonius Kapelle, Sauerlandstraße 46 Standort                          | Ehrenmal          |                                                                   |                | Stele mit Relief und Kreuz |                                                           |
| Ehrenmal Sichtigvor | Warstein – Sichtigvor Auf dem Friedhof Sichtigvor, Pater-Nikodemus-Straße (L748) Standort                   | Ehrenmal          | 1. Weltkrieg 2. Weltkrieg                                         |                | Ehrenmal Gefallene der beiden Weltkriege |                                                           |
| Ehrenmal Sichtigvor | Warstein – Sichtigvor An der Kirche St. Magaretha, Pater-Nikodemus-Straße (L748) Standort                   | Kriegerdenkmal    | 1. Weltkrieg                                                      | 1920           | Obelisk | Ehrenmal Suttrop                                          |
| Ehrenmal Suttrop | Warstein – Suttrop An der Kirche St. Johannes Enthauptung; Kallenhardter Straße / Plaßkamp Standort         | Ehrenmal          | 1. Weltkrieg 2. Weltkrieg                                         |                | Soldat mit Fahne und Siegerkranz auf einen gemauerten Steinsockel mit den Jahreszahlen 1914 – 1918 und Eisernen Kreuz. Seitlich sind Gedenktafeln mit Namen der Verstorbenen und Vermissten aus dem 1. Weltkrieg. Auf der Mauer dahinter sind Gedenktafeln mit den Namen der Gefallenen aus dem 2. Weltkrieg. | Ehrenmal Suttrop                                          |
| Ehrenmal Berwicke | Welver – Berwicke Berwicker Straße (L670) / Haus Nehlen Standort                                            | Ehrenmal          | 1. Weltkrieg 2. Weltkrieg                                         |                | Hohe Gedenkstele in Form eines Tempels mit Einsernen Kreuz und dem Relief eines Soldatenhelm, Schwert und Eichenlaub. Inschrift: „1914 – 1918 Den Gefallenen zum Gedächtnis. Den Lebenden zur Anerkennung. Den zukünftigen Geschlechtern zur Nacheiferung – Die Gemeinde Berwicke“ und Namen der Gefallenen aus dem 1. Weltkrieg. Beidseitig davon einfache, rechteckige Gedenkstelen mit den Namen der Toten aus dem 2. Weltkrieg. Baudenkmal Nr. 51 (Welver) |                                                           |
| Ehrenmal Blumroth | Welver – Blumroth Blumrother Straße / Auf der Witteborg Standort                                            | Ehrenmal          | 1. Weltkrieg 2. Weltkrieg                                         |                | Steintafel mit Eisernen Kreuz und Namen der Gefallenen aus den Kriegen der Jahre 1914 – 1918 und 1939 – 1945. |                                                           |
| Ehrenmal Borgeln 1870/71 | Welver – Borgeln In der Evangelische Dorfkirche Borgeln, Pfarrweg Standort                                  | Gedenktafeln      | Befreiungskriege 1870–1871                                        |                | Verzierte Holztafel mit den Namen der Gefallenen des Deutsch-Französischen Krieges. Eine weitere Gedenktafel erinnert an den Landwehrmann Flor. Wilh. Ant. Klauke des 1. Westfälischen Landwehrregiments aus Blumroth, der 1815 bei Brüssel starb. | Ehrenmal Borgeln 1870/71                                  |
| „Adlerdenkmal“ – Ehrenmal für die Schlacht bei Vellinghausen                                                                 | Welver – Dinker Hellweg (L670) Standort                                                                     | Denkmal           | 1761                                                              | 1911           | Das Ehrenmal für die Schlacht bei Vellinghausen liegt westlich des Dorfes unter Birken. Es ist der gemauerte Sockel aus Bruchstein mit einer Gedenktafel aus Sandstein. Die Inschrift erinnert an die Kämpfer der Schlacht bei Vellinghausen am 15. und 16. Juli 1761. Früher war noch ein Adler mit ausgebreiteten Schwingen auf dem Denkmal, daher auch der noch heute gebräuchliche Name Adlerdenkmal. Baudenkmal Nr. 31 (Welver) | weitere Bilder                                            |
| Ehrenmal Dinker | Welver – Dinker Friedhof Dinker; Hellweg (L670) / Lippestraße Standort                                      | Ehrenmal          | 1. Weltkrieg 2. Weltkrieg                                         |                | Ehrenmal mit einem Soldaten, der seinem sterbenden Kameraden die Hand hält. Auf dem Sockel die Namen der Gefallenen aus dem 1. Weltkrieg. Davor ein Podest mit Ehrenkranz, dass den Gefallenen des 2. Weltkriegs gewidmet ist. | Ehrenmal Dinker                                           |
| Ehrenmal Schützenverein Einecke                                                                                              | Welver – Einecke Einecker Straße / Zur Einecker Vöhde Standort                                              | Gedenkstein       |                                                                   |                | Gedenkstein für die gefallenen Vereinsmitglieder des Schützenvereins Einecke. |                                                           |
| Ehrenmal Flerke | Welver – Flerke Flerker Straße / Fritz-Schulte-Straße Standort                                              | Gedenkstein       | 1. Weltkrieg 2. Weltkrieg                                         |                | Gedenkstein auf gemauerten Sockel mit Inschrift: „Den Gefallenen und Vermissten beider Weltkriege – Die dankbare Gemeinde Flerke“. |                                                           |
| Ehrenmal Illingen | Welver – Illingen Illinger Straße (Bushaltestelle: Denkmal) Standort                                        | Ehrenmal          | 1. Weltkrieg 2. Weltkrieg                                         | 1922 1965      | Trauernder kniender Soldat mit Gewehr auf einen verzierten Sockel mit Gedenktafel für die Gefallenen des 1. Weltkriegs. Zu beiden Seiten Gedenkstelen mit den Namen der Gefallenen aus dem 2. Weltkrieg. |                                                           |
| Ehrenmal Welver | Welver – Kirchwelver Klosterhof Standort                                                                    | Ehrenmal          | 1. Weltkrieg 2. Weltkrieg                                         |                | Löwe auf großen Steinsockel, Halbrunde Mauer mit Gedenktafeln. Auf den Seitenwänden des Ehrenmals für die Toten des Ersten Weltkrieges sind die Namen aus den Ortschaften Welver, Meyerich, Flerke, Klotingen und Recklingsen aufgelistet. Die später hinter dem Denkmal errichtete Mauer zeigt die Namen der Toten und Vermissten des Zweiten Weltkrieges aus den Orten Welver, Dorfwelver, Flerke, Meyerich, Klotingen und Recklingsen. Inschrift: „Sie taten ihre Pflicht, tun wir die unsere. Kriegerverein Welver. Deutsche Heimat ihren treuen Söhnen“. | Ehrenmal Welver                                           |
| Ehrenmal Friedhof Welver | Welver – Kirchwelver Friedhof, Kirchweg Standort                                                            | Ehrenmal          | 1. Weltkrieg                                                      |                | Rote, viereckige Säule mit Christuskreuz und Eisernen Kreuz und Gedenktafeln mit Namen der Gefallenen aus dem 1. Weltkrieg. Das Dach mit Kugel und der Sockel sind aus grauen Naturstein. | Ehrenmal Friedhof Kirchwelver                             |
| Ehrenmal Klotingen | Welver – Klotingen Kreuzungsbereich Klotinger Straße (L747), Breite Straße (L669), Auf der Anwende Standort | Ehrenmal          | 1870–1871 1. Weltkrieg 2. Weltkrieg                               | 1871 1932 1955 | Eingezäuntes Ehrenmal mit Mauer, Linde, Findling und 2 Gedenkstelen aus Anröchter Stein. Es steht auf einer ehemaligen Thingstätte. 1871 wurde hier nach Beendigung des Deutsch-Französischen Krieges eine Friedenseiche gepflanzt. Diese wurde im Frühjahr 1945 zerstört und durch eine Linde ersetzt. Auf dem Findling in der Mitte stehen die Namen der Toten aus dem 1. Weltkrieg. Auf den beiden Stelen die Namen der Gefallenen und Vermissten aus dem 2. Weltkrieg. |                                                           |
| Ehrenmal Nateln | Welver – Nateln Brunnenstraße (L795) / In Nateln Standort                                                   | Ehrenmal          | 1866 1870–1871 1. Weltkrieg 2. Weltkrieg                          |                | Adler mit Speer auf gemauerten Sockel aus Naturstein mit Gedenktafeln für die Gefallenen und Vermissten der Kriege. | Ehrenmal Nateln                                           |
| Ehrenmal Scheidingen | Welver – Scheidingen Kirche St. Peter und Paul; Scheidinger Straße / Am Zollbaum Standort                   | Ehrenmal          | 1. Weltkrieg 2. Weltkrieg                                         | 1923           | Erzengel Michael mit Drache auf einem Sockel mit den Namen der Gefallenen in einer Nische auf der Ostseite der Kirche. Davor eine viereckige Stele mit Inschrift: „Unseren Heldensöhnen den Opfern des Weltkrieges“ und „Die dankbare Gemeinde Scheidingen“. | Ehrenmal Scheidingen                                      |
| Ehrenmal Schwefe | Welver – Schwefe Am Friedhof; Am Hügel / Zum Vulting Standort                                               | Ehrenmal          | 1. Weltkrieg 2. Weltkrieg                                         |                | Zentral, achteckige, mit Ehrenrelifs verzierte Säule auf einen gemauerten Natursteinsockel und Adler auf der Spitze. Umgeben ist sie von einer halbrunden Mauer mit Gedenktafeln und Zierreliefs von Eichenlaub und Schwertern. Auf der Mauer sind Soldatenhelme und Feuerschalen. Baudenkmal Nr. 70 (Welver) | Ehrenmal Schwefe                                          |
| Ehrenmal Stocklarn | Welver – Stocklarn Am Kreisverkehr; Stocklarner Straße (K6) / Ringstraße Standort                           | Ehrenmal          |                                                                   |                | Rote, viereckige, Säule mit Eisernen Kreuz und Girlande. Davor 2 Kugeln. Das Ehrenmal ist mit einer Ziegelmauer umgeben. |                                                           |
| Siegesdenkmal im Gedenken an die Schlacht von Vellinghausen 1761                                                             | Welver – Vellinghausen-Eilmsen Lippestraße (L736) Standort                                                  | Denkmal           | 1761                                                              | 1912           | Adler auf gemauerten Felsensockel mit Bronzerelief der Schlacht und Gedenktafel zur Erinnerung an die Schlacht bei Vellinghausen. Baudenkmal Nr. 40 (Welver) | weitere Bilder                                            |
| Ehrenmal Vellinghausen-Eilmsen                                                                                               | Welver – Vellinghausen-Eilmsen Brauckstraße / Eilmser Straße, an der Bushaltestelle Standort                | Ehrenmal          | 1. Weltkrieg 2. Weltkrieg                                         |                | Gemauerter Obelisk aus Anröchter Stein mit Gedenktafel und Soldatenhelm unter Roteichen. Inschrift: „Ihren im Kampfe für das Vaterland gefallenen Söhnen. 1914-1918 1939-1945 – Die dankbaren Gemeinden Vellinghausen-Eilmsen“. Neben dem Denkmal befinden sich die Gräber von vier Soldaten, die am 4. April 1945 (Ruhrkessel) gefallen sind. | weitere Bilder                                            |
| Michaelsdenkmal (Gefallenen-Ehrenmal 1914/18)                                                                                | Werl Parkfriedhof, Friedhofsgasse 1 Standort                                                                | Ehrenmal          | 1. Weltkrieg                                                      | 1930           | Erzengel Michael breitet seine Flügel über die Gedenktafeln der Gefallenen des 1. Weltkriegs aus. Davor Kriegsgräber der Toten beider Weltkriege. Inschrift: „Ihren gefallenen Söhnen – Die dankbare Bürgerschaft“. Baudenkmal Nr. 34 (Werl) | Michaelsdenkmal                                           |
| Marinedenkmal | Werl Parkfriedhof, Friedhofsgasse 1 Standort                                                                | Ehrenmal          |                                                                   |                | Ehrenmal in Form eines Ankers an der Friedhofskapelle zur Erinnerung an die Gefallenen Marineangehörigen. Inschrift: „Unseren Gefallenen – Marinekameradschaft Werl“. | Marinedenkmal Marinekameradschaft Werl                    |
| Mahnmal für die Opfer von Kriegen, Vertreibung und Gewalt                                                                    | Werl Parkfriedhof, Ehrenhain, Friedhofsgasse 1 Standort                                                     | Ehrenmal          |                                                                   | 1969           | 70 Meter lange Reliefwand aus Beton, für die Opfer von Kriegen, Vertreibung und Gewalt, gestaltet vom Werler Künstler Karl Brodhun. | Mahnmal für die Opfer von Kriegen, Vertreibung und Gewalt |
| Ehrenmal für die Spätheimkehrer des 2. Weltkrieges                                                                           | Werl Bahnhof Werl Standort                                                                                  | Ehrenmal          | 2. Weltkrieg                                                      | 1952           | Kriegsgefangendenkmal, Ehrenmal für die Spätheimkehrer des 2. Weltkrieges. Gemauerte Säule aus Naturstein mit Eisernen Kreuz. | Ehrenmal für die Spätheimkehrer des 2. Weltkrieges        |
| Denkmal für die Gefallenen des Werler Turnerbundes                                                                           | Werl Kurpark an der Turnkiste, Erbsälzerstraße Standort                                                     | Gedenkstein       | 1. Weltkrieg 2. Weltkrieg                                         |                | Denkmal für die Gefallenen des Werler Turnerbundes. Gedenkstein mit Turnvater Jahn und Inschrift: „Unseren Gefallenen Turnerbrüdern zum steten Gedenken 1914-1918 1939-1945 Werler Turnverein gegr. 1894“. | Denkmal Werler Turnerbund                                 |
| Denkmal für die gefallenen Schüler des Marien-Gymnasiums                                                                     | Werl Schulhof des Marien-Gymnasiums, Am Breilsgraben 2 Standort                                             | Gedenktafel       |                                                                   | 1970           | Gedenkplatte aus Bronze für die gefallenen Schüler des Marien-Gymnasiums mit einem Spruch von Hölderlin. |                                                           |
| Denkmal für die gefallenen ehemaligen Schüler der Landwirtschaftsschule                                                      | Werl DRK-Haus, Kurfürstenstraße 31 Standort                                                                 | Gedenktafel       |                                                                   | 1960           | Gedenktafel für die gefallenen ehemaligen Schüler der Landwirtschaftsschule. Die Reliefplatte zeigt einen knienden jungen Mann mit einem Kameraden. Sie wurde von Josef Wäscher gestaltet. |                                                           |
| Ehrenmal Budberg | Werl – Budberg An der St. Michael Kapelle, Michaelstraße 48 Standort                                        | Gedenktafel       | 1. Weltkrieg 2. Weltkrieg                                         |                | Ehrentafel für die gefallenen Soldaten der beiden Weltkriege an der Mauer der Kapelle. |                                                           |
| Ehrenmal Büderich | Werl – Büderich Kunibertstraße / Budberger Straße Standort                                                  | Ehrenmal          | 1866 1870–1871 1. Weltkrieg 2. Weltkrieg                          |                | Weißes Kriegerdenkmal mit Obelisk und einer Germania mit Krone, Schreibfeder, Schild mit Reichsadler und Siegeskranz, die einem träumenden Soldaten im Mantel die Hand auf die Schulter legt. Im Sockel die Inschrift: „Den gefallenen Kameraden der siegreichen Feldzüge von 1866 und 1870/71 gewidmet vom Krieger- und Landwehrverein Büderich“. Dahinter eine halbrunde Mauer aus grauen Sandstein mit 2 Pokalen, Eisernen Kreuzen im Siegerkranz und Gedenktafeln aus Bronze mit den Namen der Gefallenen und Vermissten der beiden Weltkriege. Baudenkmal Nr. 30 (Werl) | weitere Bilder                                            |
| Denkmalsäule für die Toten der Kriege 1866 bis 1871                                                                          | Werl – Hilbeck Werler Straße 83 Standort                                                                    | Kriegerdenkmal    | 1866 1870 – 1871                                                  | 1900           | Adler auf runder, klassizistischer Säule mit Eisernen Kreuz. Auf dem unteren, glatten Teil von Girlanden und Eichenlaub gerahmte Inschrift: „Zur Erinnerung an die mit Gott für König und Vaterland 1866 und 1870/71 gebliebenen Krieger der Gemeinde Hilbeck – Gewidmet vom Krieger und Landwehrverein Hilbeck am 26. August 1900.“ Auf den Gedenktafeln im viereckigen Sockel stehen die Namen der Gefallenen. Baudenkmal Nr. 32 (Werl) |                                                           |
| Ehrenmal Hilbeck | Werl – Hilbeck Auf dem Tigge, neben der Evangelische Kirche Standort                                        | Gedenkhalle       | 1815 1866 1870–1871 1. Weltkrieg 2. Weltkrieg                     |                | Überdachte Gedenkwand mit Kreuz und Gedenktafel mit den Namen der Gefallenen des 2. Weltkriegs. In die Namenswand sind ältere Gedenktafeln integriert. Darauf stehen die Namen der Toten vom Napoleonischen Krieg bis zum 1. Weltkrieg. Direkt an der Kirche befindet sich ein Gedenkstein für gefallene Soldaten mit der Inschrift: „Alle die gefallen in Meer und Land sind gefallen in Deine Hand. Alle die kämpfen im weiten Feld sind auf Deine Gnade gestellt. Alle die weinen in dunkler Nacht sind von Deiner Güte bewacht. Gib uns Augen daß wir es sehn wie Deine Hände mit uns gehn. Gib uns Herzen die Deine Gnad gläubig ergreifen früh und spat. Gib uns das Leben durch Deinen Sohn uns und den Toten vor Deinem Thron.“ |                                                           |
| Kriegsgefallenendenkmal | Werl – Holtum An der Agathakirche / Feuerwehrgerätehaus Standort                                            | Ehrenmal          | 1. Weltkrieg 2. Weltkrieg                                         |                | Mauer aus Bruchstein mit einem Bronzerelief von Erzengel Michaels Sieg über den Teufel Luzifer. In der Mauer sind Gedenktafeln mit den Namen der Gefallenen aus beiden Weltkriegen und eine mit der Inschrift: „Heilig sei die Stätte und die Ehrfurcht. Schütze sie – Die Gemeinde Holtum“. | Ehrenmal Holtum                                           |
| Ehrenmal Sönnern | Werl – Sönnern Antoniusstraße 31 Standort                                                                   | Ehrenmal          | 1. Weltkrieg                                                      |                | Kriegerehrenmal mit knienden, betenden Soldaten und 2 Löwen mit Schild auf Podest mit Ehrenkranz. Das Denkmal erinnert an die Toten des 1. Weltkriegs. Inschrift: „1914-1918 – Errichtet von der dankbaren Gemeinde Sönnern – Zu Ehren der gefallenen Helden – Von uns für uns fielen…“. Baudenkmal Nr. 31 (Werl) | Ehrenmal Sönnern                                          |
| Ehrenhain Westönnen | Werl – Westönnen Menzestraße, gegenüber Friedhof Standort                                                   | Ehrenhain         | 1866 1870–1871 1. Weltkrieg 2. Weltkrieg                          | 1921 1955      | Kreisförmige Ehrenmalanlage umgeben von einer Mauer aus Bruchstein mit einem Eisentor mit der Inschrift: „Frieden stiften“. Zentral eine Gedenkstele mit Eisernen Kreuz und einem achteckigen Kupferrelief von „Hl. Georg und Drache“. Beidseitig davon Anbau mit Gedenktafeln aus Kupfer und Namen der Gefallenen und Vermissten. Inschrift: „Ihren Opfern der beiden Weltkriege 1914-1918 und 1939-1945 – die Gemeinden Westönnen und Mawicke – Ober- und Niederbergstrasse“. Der Ehrenhain wurde 1921 auf dem umgewandelten Alten Friedhof der Pfarrkirche St. Cäcilia errichtet. | Ehrenhain Westönnen                                       |
| Ehrenmal Wickede (Ruhr) | Wickede (Ruhr) Am Lehmacker / Kirchstraße Standort                                                          | Ehrenmal          | 1. Weltkrieg                                                      | ~1925          | Dreieckige Stele umgeben von 3 Säulen mit einem mehrstufigen Dach. Auf dem Dach kniet ein Soldat mit Gewehr. Auf der Stele befinden sich die Namen der 92 gefallenen Soldaten aus Wickede und Wiehagen aus dem 1. Weltkrieg. | Ehrenmal Wickede (Ruhr)                                   |
| Marinedenkmal | Wickede (Ruhr) Am Lehmacker / Kirchstraße, neben Ehrenmal Standort                                          | Kriegerdenkmal    |                                                                   |                | Marinedenkmal in Form eines liegenden Ankers am Ehrenmal. Er erinnert an die auf See gebliebenen Kameraden. |                                                           |
| Ehrenmal Echthausen | Wickede (Ruhr) – Echthausen Kirchplatz der Kirche St. Vinzenz Standort                                      | Ehrenmal          | 1870–1871 1. Weltkrieg 2. Weltkrieg                               |                | Bruchsteinmauer mit bunten Jesus-Mosaik und 6 Gedenktafeln mit Namen der gefallenen Soldaten aus Echthausen. |                                                           |
| Kriegergedächtniskapelle Wiehagen                                                                                            | Wickede (Ruhr) – Wiehagen Dorfplatz, Alte Kirchstraße / Am Steinberg Standort                               | Gedenkkapelle     | 1. Weltkrieg                                                      | 1925           | Die Kriegergedächtniskapelle ist ein Ehrenmal für die Gefallenen des 1. Weltkriegs. Die kleine Wegkapelle ist mit einem Kruzifix und zwei Engeln verziert. Auf dem Dach befindet sich ein Glockenturm mit Kreuz. Im Inneren ist eine Pieta und eine Gedenktafel. |                                                           |